# 2021 год в музыке

## Юбилеи музыкантов
- 80 лет — Боб Дилан
- 75 лет — Фредди Меркьюри, Шер, Демис Руссос, Барри Гибб, Дэвид Гилмор
- 70 лет — Стинг
- 60 лет — Александр Юльевич Иванов
- 50 лет — 2Pac, Долорес О’Риордан, Снуп Догг, Рикки Мартин, Джаред Лето, Мисси Эллиотт, Оливер Ридель
- 40 лет — Бритни Спирс, Джастин Тимберлэйк, Бейонсе, Дима Билан
- 35 лет — Ольга Бузова
- 30 лет — Эд Ширан, Чарли Пут, Кароль Джи
- 25 лет — Лорде
- 20 лет — Билли Айлиш

## Юбилеи коллективов
- 60 лет — The Beach Boys
- 50 лет — Eagles
- 40 лет — Metallica, The Bangles, Mötley Crüe
- 30 лет — Oasis
- 20 лет — Алиби, СКАЙ
- 15 лет — Винтаж
- 10 лет — The Hardkiss, КняZz
- 5 лет — The Hatters

## Памятные даты
- 1 августа 1981 — начало вещания музыкального телеканала MTV
- 5 октября 1981 — Начало музыкальной деятельности группы Depeche Mode с альбома Speak & Spell
- 14 мая 2001 — 20 лет альбому Exciter музыкальной группы Depeche Mode.

## События

### Январь
Первый концерт группы «Кино» спустя 30 лет

### Февраль
- 5 февраля — распад рок группы Golden Earring
- 22 февраля — распад музыкальной группы Daft Punk
- 26 февраля — выпуск сингла Livgardet группы Sabaton[2].

### Март
- 4 марта
  -  — выход трека «Всё ещё жив» (Леван Горозия)
  -  — Закрытие украинского дуэта «НеАнгелы»[3]

распад электропоп группы Videoclub

### Июль
- 4 июля — дебютный концерт 3H Company.

## Выпущенные альбомы
См. также категорию музыкальных альбомов 2021 года.

### Февраль
- 1 февраля — The third chimpanzee (Мартин Гор)[4]
- 3 февраля — выход сингла «Dream Garden» рэпера GONE.Fludd
- 5 февраля
- — выход сингла «На колени!» рэпера 10AGE
- — выход альбома «505» группы «Электрофорез»
- 12 февраля — выход альбома «Грустные песни для уставших людей» группы «Операция Пластилин»
- 19 февраля
- — выход альбома HOTIN группы Kalush

- — выход мини-альбома Lil Chill рэпера GONE.Fludd
- — выход сингла «Ты горишь как огонь» рэпера Slava Marlow

- 26 февраля
- — певица Земфира выпустила первый за 8 лет альбом «Бордерлайн»
- — рэпер Face выпустил мини-альбом «Жизнь удалась»
- 27 февраля — выход сингла «Wunder King» рэпера Элджей

### Март
- 4 марта — выход сингла «Синий Lamborghini» рэпера Rakhim
- 5 марта
  -  — выход альбома As Days Get Dark группы Arab Strap
  -  — выход сингла «Нету интереса» рэпера 10AGE
  -  — выход альбома «Особенные слова. Исповедь» (Таисии Повалий)
  - — выход альбома «Контроль» рэпера Loqiemean
- — 12 марта выход альбома «Million Dollar Depression» рэпера Pharaoh
- 19 марта
  -  — выход альбома Ланы Дель Рей Chemtrails Over the Country Club
  -  — выход альбома Мари Краймбрери «Нас узнает весь мир, Pt. 1»
- 26 марта
  - — выход альбома «ЗАПРАВКА КИД 2» рэпера MAYOT
  - — выход альбома «PLAYERS CLUB» рэпера Obladaet
- 27 марта — выход альбома «Свистки и бумажки» рэпера Скриптонита

### Апрель
- 1 апреля — выход кавер-альбома «Каверы Пушного» музыканта Александра Пушного
- 1 апреля — выход deluxe-версии альбома «Чернила осьминога» группы «Каста»
- 2 апреля
  - — выход мини-альбома «Очень» группы «Звери»
  - — выход альбома «Красиво» певицы Тины Кароль
  - — выход мини-альбома «КОТЬ! КОТЬ!» рэпера SODA LUV
- 8 апреля — выход альбома «Искренний» рэпера FACE[5].
  -  — выход мюзикла «Слова-паразиты» группы «Дайте танк (!)»
- — 9 апреля выход альбома «Ego Trippin'» рэпера Rocket
- 29 апреля — выход альбома «FREERIO» рэпера OG Buda
- 30 апреля
  - — выход альбома «SEXY DRILL» рэпера OG Buda
  - — выход сингла «Stick out» рэперов Big Baby Tape и Kizaru

### Май
- 7 мая
  -  — выход альбома Hidden Stories группы Hooverphonic
  - — выход альбома Irenka певицы Sanah
  -  — выход сингла «Дуло» рэпера Моргенштерна
- 14 мая — выход альбома «Старческий маразм» группы «Кирпичи»
- 17 мая — выход сингла «Show» рэпера Моргенштерна
- 21 мая
  -  — выход альбома Million Dollar: Happiness рэпера Моргенштерна
  -  — выход альбома Scaled and Icy группы Twenty One Pilots
  - — выход альбома «Жива і не залізна» группы The Hardkiss
- 28 мая
  -  — выход альбома Million Dollar: Business рэпера Моргенштерна
  - — выход альбома Exodus рэпера DMX
  -  — выход альбома «Видения» группы «Психея»
  - — выход сингла «Candy Flip» рэпера Элджей

### Июнь
- 4 июня — выход сингла «Я в моменте» рэпера Эльдара Джарахова
- 11 июня — выход сингла «Любила» рок-музыканта Александра Чемерова и группы «Бумбокс»
- 11 июня — выход альбома No Gods No Masters группы Garbage
- 18 июня
  -  — выход сингла «Пушка» рэпера 10AGE
  - — выход мини-альбома «ONION» рэпера Scally Milano
- 25 июня — выход альбома «TXC» рэпера SEEMEE

### Июль
- 9 июля — выход песни «SODA» рэперов VACIO и Элджей
- 16 июля — выход альбома «Pussy Boy» рэпера Егор Крид
- 23 июля — выход альбома «Anima» рэпера The Limba
- 28 июля — выход мини-альбома «Ах» певицы Земфиры

### Август
- 13 августа — выход альбома «Sosa Muzik» рэпера Платина

### Сентябрь
- 3 сентября
  -  — выход альбома Mercury — Act 1 группы Imagine Dragons
  -  — выход сингла «Тени Хиросимы» рэпера GONE.Fludd
- 17 сентября
  -  — выход сингла «Зоопарк» рэпера 10AGE
  - — выход альбома Montero рэпера Lil Nas X
- 18 сентября — выход сингла UFO Luv (Live) рэпера GONE.Fludd
- 21 сентября — выход сингла «Мелодекламатор» хип-хоп исполнителя Типси Тип

### Октябрь
- 1 октября — выход сингла «URUS» рэперов Rakhim и Элджей
- 8 октября
  -  — выход третьего студийного альбома «Вот она я» певицы Ольги Бузовой
  -  — выход мини-альбома Digital Fantazy рэпера GONE.Fludd
  -  — выход мини-альбома «Часы Судного дня» группы «Кипелов»
  - 22 октября — выход альбома "Подмена Понятий" певца Григория Лепса
- 22 октября — выход альбома «Bandana I» рэперов Big Baby Tape и Kizaru
- 28 октября
  -  — выход сингла «Enemy» группы «Imagine Dragons»
  -  — выход альбома «Творчество в пустоте» группы «ДДТ»
- 29 октября — выход альбома «Год без календаря» группы Brainstorm
- 31 октября — выход альбома Still Sucks группы Limp Bizkit

### Ноябрь
- 1 ноября — выход сингла «Кто убил Марка?» хип-хоп исполнителя Oxxxymiron
- 5 ноября
  -  — выход студийного альбома Voyage группы ABBA
  -  — выход сингла «Цунами» хип-хоп исполнителя Oxxxymiron
- 8 ноября — выход сингла «Организация» хип-хоп исполнителя Oxxxymiron
- 12 ноября
  -  — выход микстейпа «miXXXtape III: Смутное время» хип-хоп исполнителя Oxxxymiron
  -  — выход альбома «Охотник» группы «Крематорий»
  -  — выход альбома An Evening With Silk Sonic группы Silk Sonic
- 19 ноября
  -  — выход альбома «Своим чередом» группы «СерьГа»
  -  — выход альбома «Moneydealer» рэперши Instasamka
  -  — выход сингла «Renegade» французского диджея Kavinsky
  - — выход альбома «KRASAVCHIK» рэпера Blago White
- 26 ноября — выход микстейпа «Радио Апокалипсис» российского рэп исполнителя ATL

### Декабрь
- 1 декабря — выход третьего студийного альбома «Красота и Уродство» хип-хоп исполнителя Oxxxymiron
- 3 декабря
  -  — выход саундтрек-сингла Арианы Гранде и Кида Кади — Just Look Up
  - — выход альбома «ГРУСТНОЕ» рэпера THRILL PILL
- 7 декабря — выход рождественского сингла Джимми Фэллоуна, Арианы Гранде и Megan Thee Stallion — It Was A… (Masked Christmas)
- 10 декабря — выход сингла «Домой» рэпера Моргенштерна
- 13 декабря — выход первого сингла группы, после 8-ми летнего перерыва Big Time Rush — Call It Like I See It
- 16 декабря — выход сингла «ВЛЮБИЛАСЬ» рэперов Big Baby Tape и Молодой Платон
- 17 декабря 
  - — выход сингла «КТО СКАЗАЛ?» рэперов SODA LUV и Rakhim, спродюсирован битмейкером SLAVA MARLOW
  - — выход сингла «Камеры врут» рэпера 10AGE
  - — выход альбома «MONEY COUNTER MUSIC» рэпера Scally Milano
  - — выход альбома «Психи попадают в топ» рэпера Макс Корж
  - 24 декабря — выход сингла «Шаганэ» певицы «Монеточки»

## Ожидаемые события
Возвращение группы «Кино» в 2021 году

## Награды
| Евровидение-2021        |
| ----------------------- |
|                         |
| Billboard Music Awards  |
|                         |
| MTV Video Music Awards  |
|                         |
| MTV Europe Music Awards |
|                         |
| 63-я церемония «Грэмми» |
|                         |

### Зал славы рок-н-ролла
Исполнители:
- Foo Fighters (Дэйв Грол, Рами Джаффи[англ.], Нейт Мендел, Пэт Смир, Тейлор Хокинс и Крис Шифлетт)[7]
- The Go-Go’s (Кэти Валентайн[англ.], Белинда Карлайл, Шарлотт Кэффи[англ.], Джейн Уидлин и Джина Шок[англ.])[8]
- Jay-Z[9]
- Кэрол Кинг[10]
- Тодд Рандгрен[11]
- Тина Тёрнер[12]

Раннее влияние:
- Kraftwerk (Карл Бартос, Вольфганг Флюр, Ральф Хюттер и Флориан Шнайдер)[13]
- Чарли Паттон[14]
- Гил Скотт-Херон[15]

Награда за музыкальное мастерство:
- LL Cool J[16]
- Билли Престон[17]
- Рэнди Роадс[18]

Неисполнители:
- Кларенс Эвант[англ.][19]

### Зал славы кантри
- The Judds (Вайнонна Джадд и Наоми Джадд)[20]
- Эдди Байерс[англ.][21]
- Пит Дрейк[англ.][22]
- Рэй Чарльз[23]

## Песни

### США
Хиты № 1 в США (Список синглов № 1 в США в 2021 году (Billboard) #1 Hits)
- «Butter» — BTS (10 недель)
- «Drivers License» — Olivia Rodrigo (8 недель)
- «Stay» — The Kid LAROI feat. Justin Bieber (7 недель)
- «Easy on Me» — Adele (7 недель)
- «All I Want for Christmas Is You» — Mariah Carey (2 недели)
- «Mood» — 24kGoldn feat. Iann Dior (2 недели)
- «Leave the Door Open» — Silk Sonic (Bruno Mars & Anderson .Paak) (2 недели)
- «Save Your Tears» — The Weeknd feat. Ariana Grande (2 недели)
- «What’s Next» — Drake (1 неделя)
- «Up» — Cardi B (1 неделя)
- «Peaches» — Justin Bieber feat. Daniel Caesar & Giveon (1 неделя)
- «Montero (Call Me by Your Name)» — Lil Nas X (1 неделя)
- «Rapstar»  — Polo G (2 недели)
- «Good 4 U» — Olivia Rodrigo (1 неделя)
- «Permission to Dance» — BTS (1 неделя)
- «Way 2 Sexy» — Drake feat. Future & Young Thug (1 неделя)
- «My Universe» — Coldplay & BTS (1 неделя)
- «Industry Baby» — Lil Nas X feat. Jack Harlow (1 неделя)
- «All Too Well (Taylor’s Version)» — Taylor Swift (1 неделя)

### Великобритания
Хиты № 1 в Великобритании (UK Official Top 100 #1 Hits)
- «Bad Habits» — Ed Sheeran (11 недель)
- «Drivers License» — Olivia Rodrigo (9 недель)
- «Easy on Me» — Adele (7 недель)
- «Montero (Call Me by Your Name)» — Lil Nas X (5 недель)
- «Good 4 U» — Olivia Rodrigo (5 недель)
- «Shivers» — Ed Sheeran (4 недели)
- «Body» — Tion Wayne feat. Russ Millions (3 недели)
- «Merry Christmas» — Ed Sheeran & Elton John (3 недели)
- «Wellerman» — Nathan Evans feat. 220Kid & Billen Ted (2 недели)
- «Last Christmas» — Wham! (1 неделя)
- «Sweet Melody» — Little Mix (1 неделя)
- «Cold Heart» (Pnau remix) — Elton John & Dua Lipa (1 неделя)
- «Sausage Rolls For Everyone» — LadBaby feat. Ed Sheeran & Elton John (1 неделя)

### Россия
Хиты № 1 в России (Radio TopHit All Media: Radio Top + YouTube + Spotify)
- «Ягода Малинка» — Хабиб (14 недель)
- «Bad Habits» — Ed Sheeran (10 недель)
- «На часах ноль-ноль» — Dabro (8 недель)
- «Rampampam» — Minelli (5 недель)
- «Юность» — Dabro (3 недели)
- «Montero (Call Me by Your Name)» — Lil Nas X (3 недели)
- «Солнце Монако» — Люся Чеботина (2 недели)
- «Новая Волна» — DJ Smash & Morgenshtern (1 неделя)
- «Astronaut in the Ocean» — Masked Wolf (1 неделя)
- «Show» — Morgenshtern (1 неделя)
- «Russian Woman» — Manizha (1 неделя)
- «Bestseller» — Макс Барских & Zivert (1 неделя)
- «Кто Убил Марка?» — Oxxxymiron (1 неделя)
- «Ночь Счастливых Надежд» — Лариса Долина, Николай Басков, Дима Билан, Юлианна Караулова и Хор Академии Игоря Крутого (1 неделя)

## Скончались

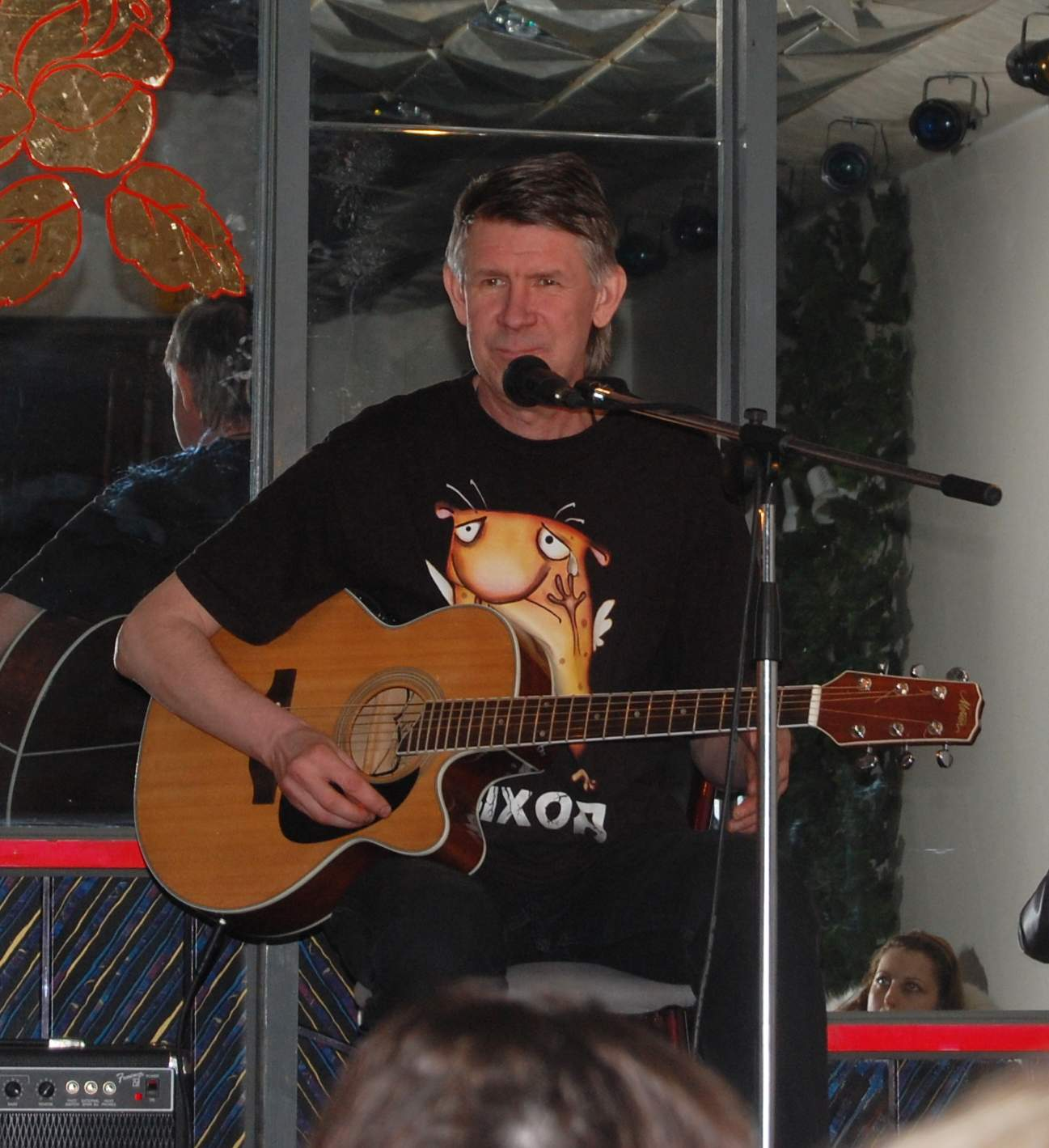
Сергей Селюнин

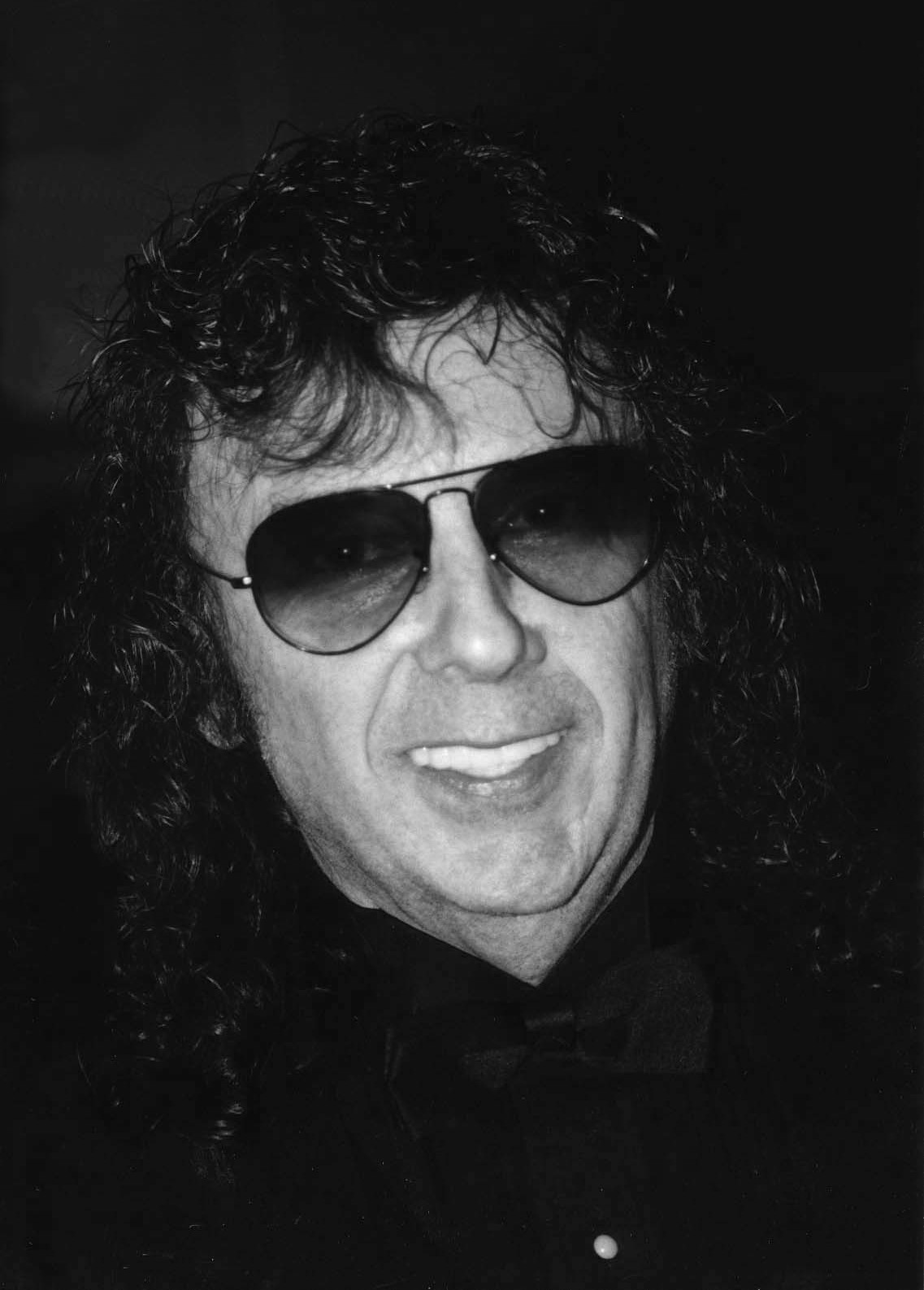
Фил Спектор

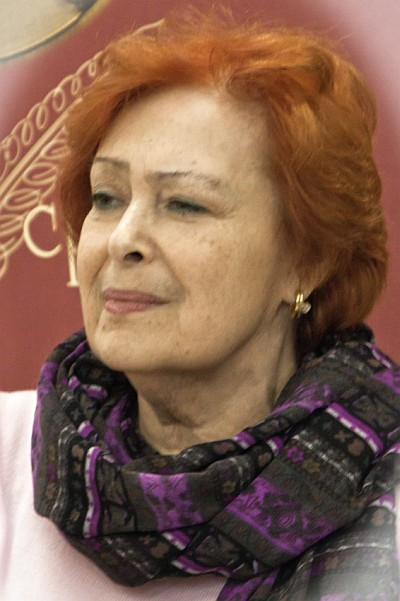
Алла Иошпе

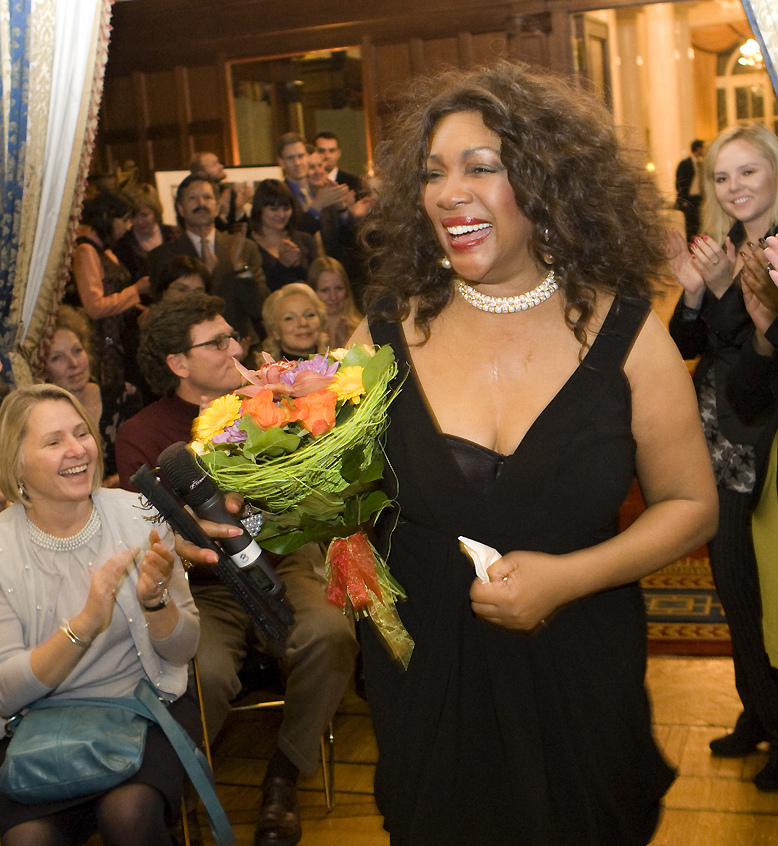
Мэри Уилсон

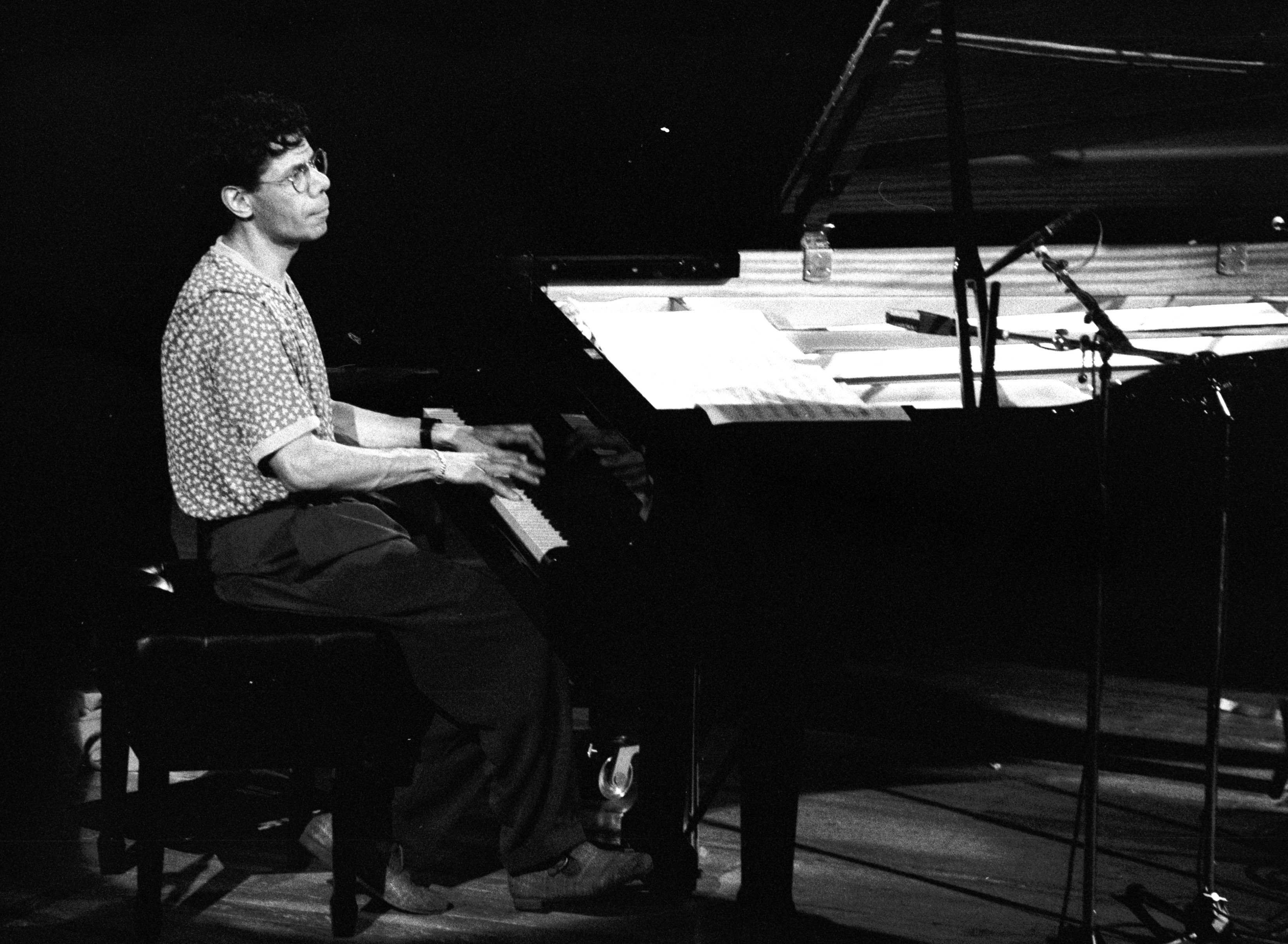
Чик Кориа

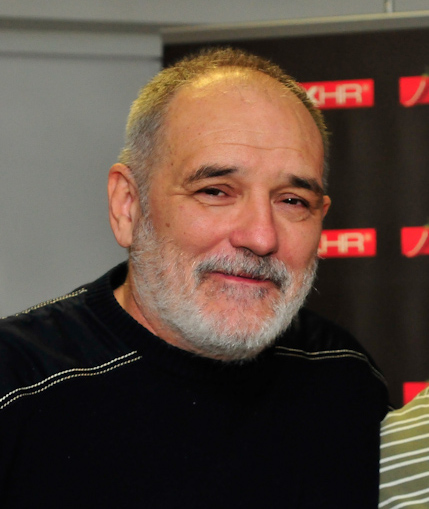
Джордже Балашевич

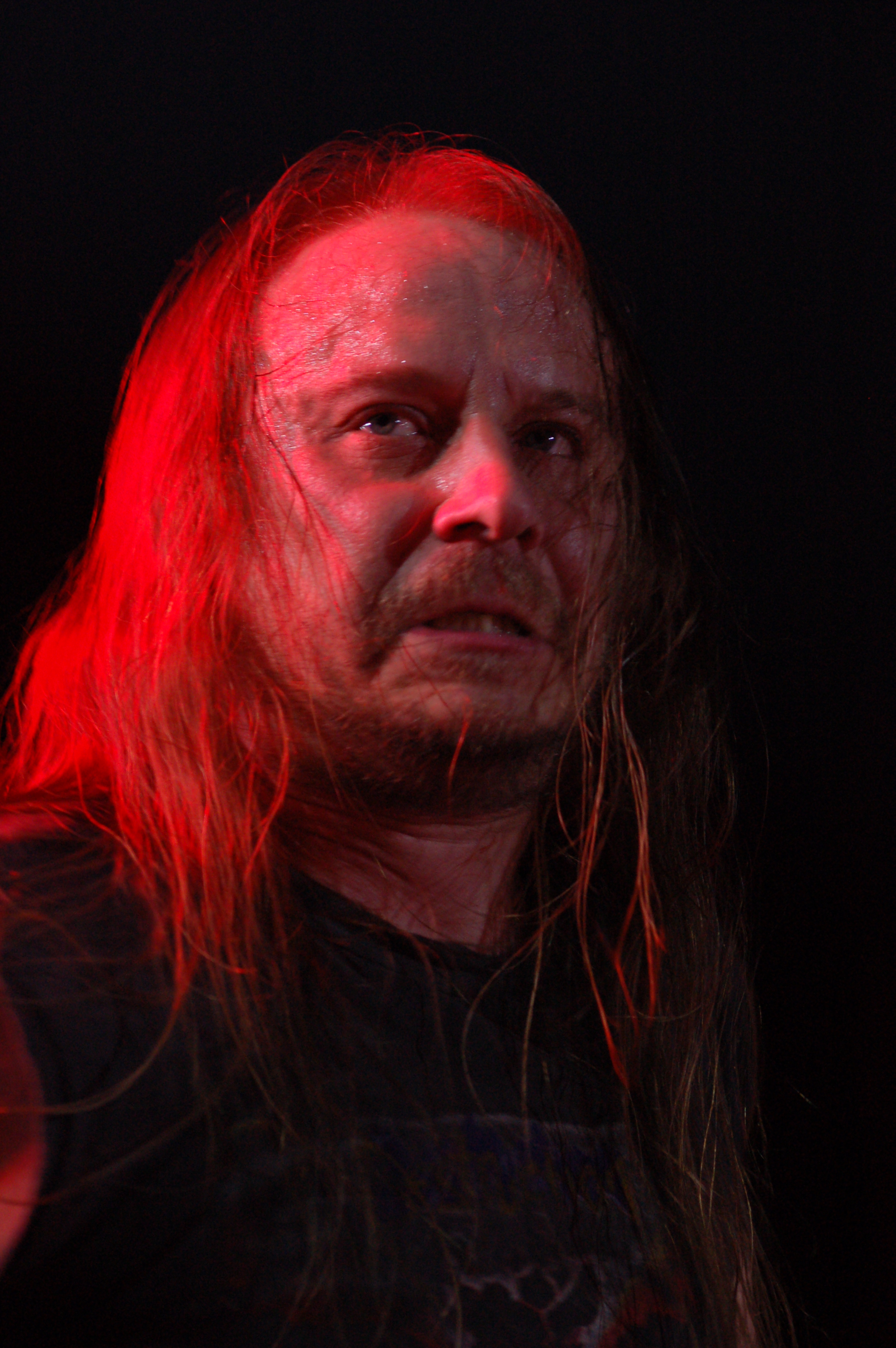
Ларс-Йёран Петров

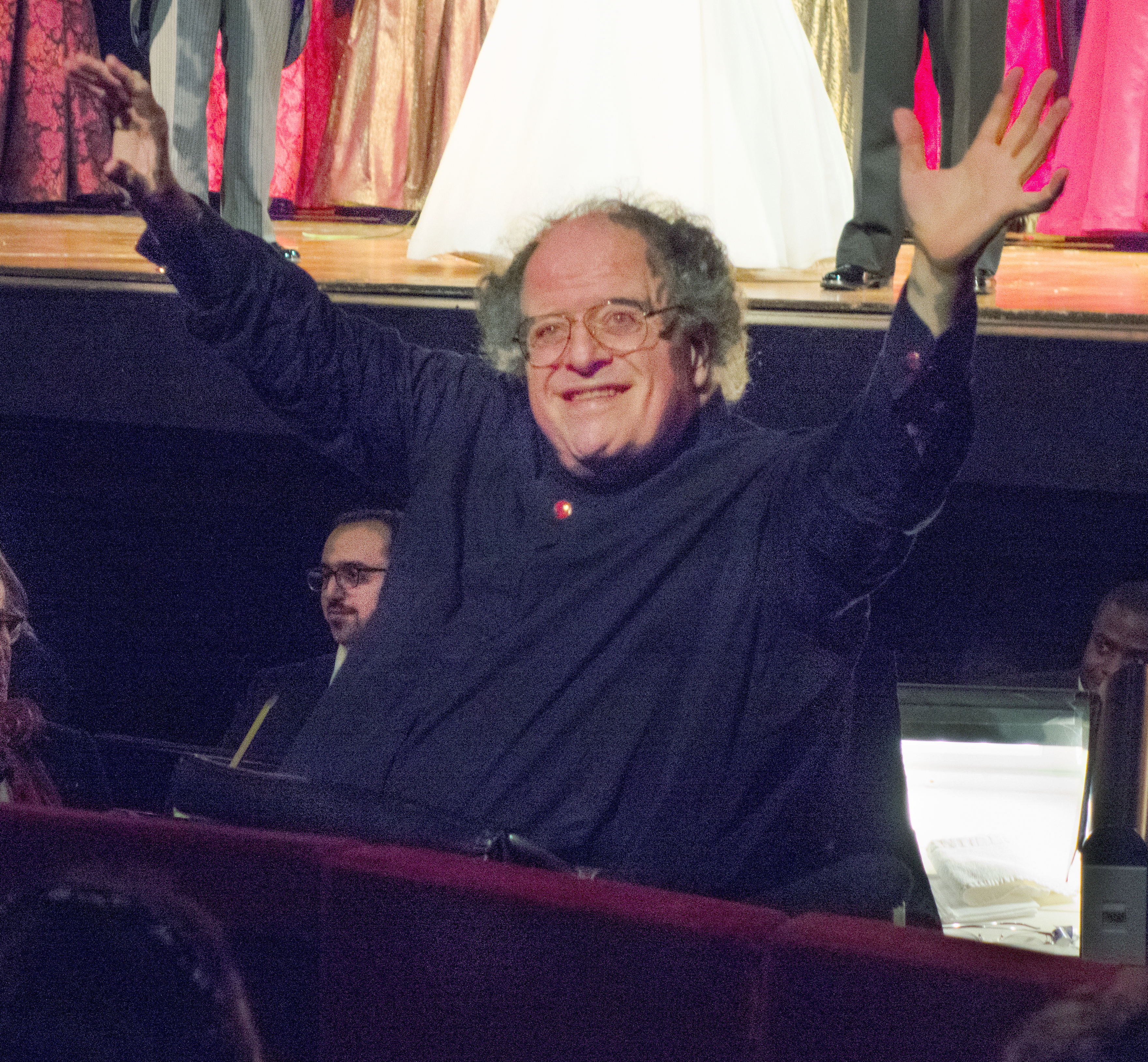
Джеймс Ливайн

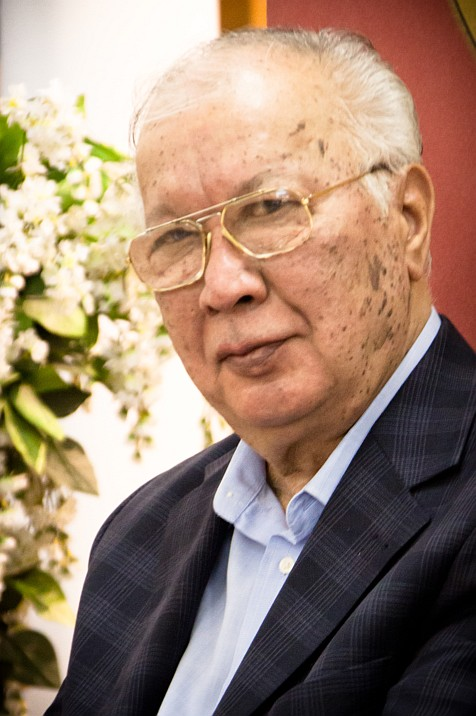
Стахан Рахимов

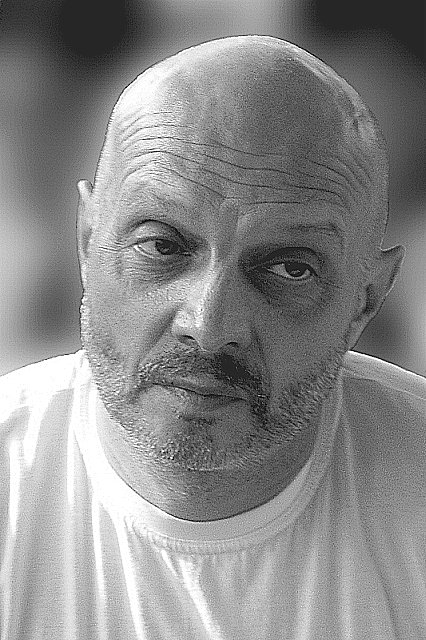
Александр Липницкий

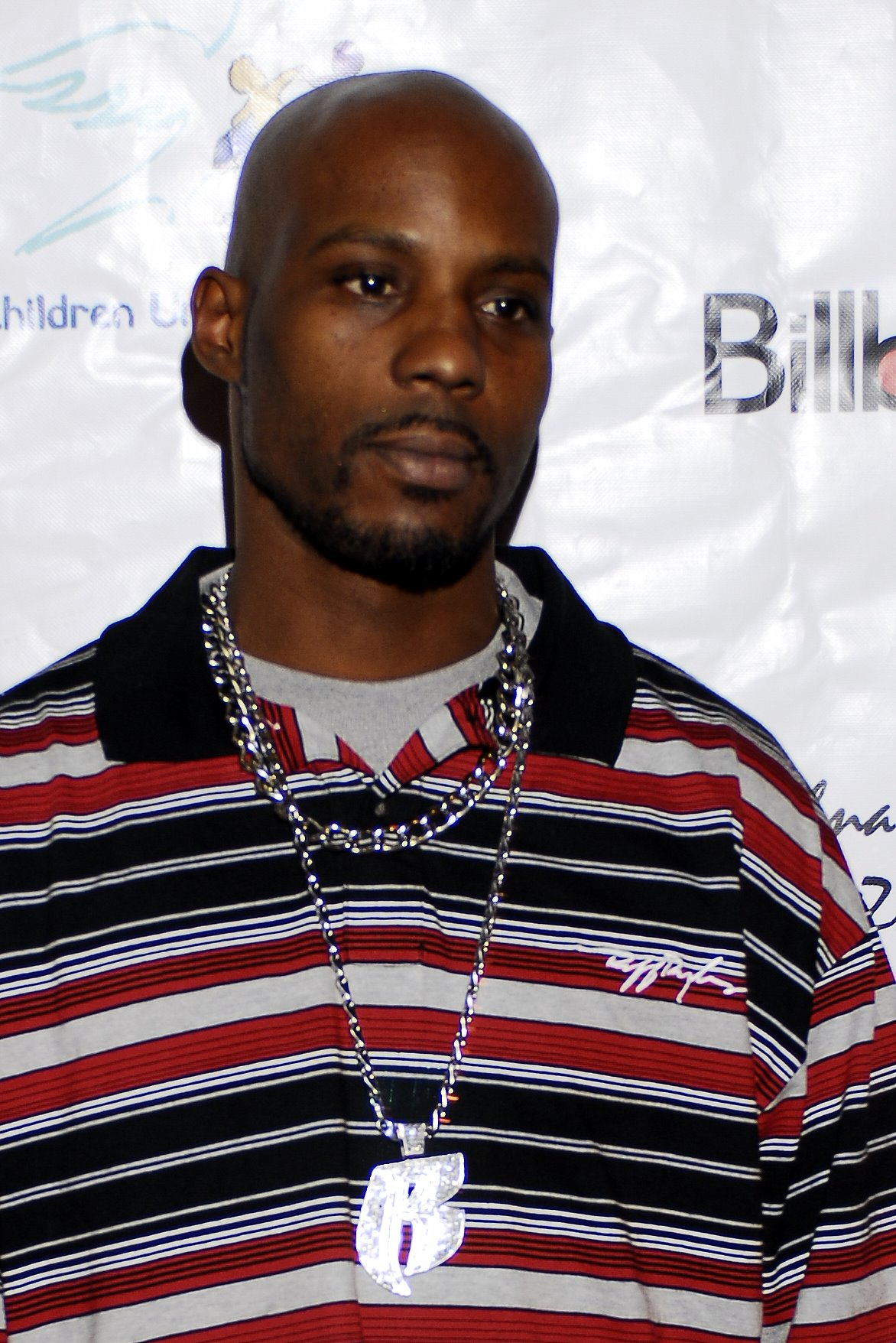
DMX

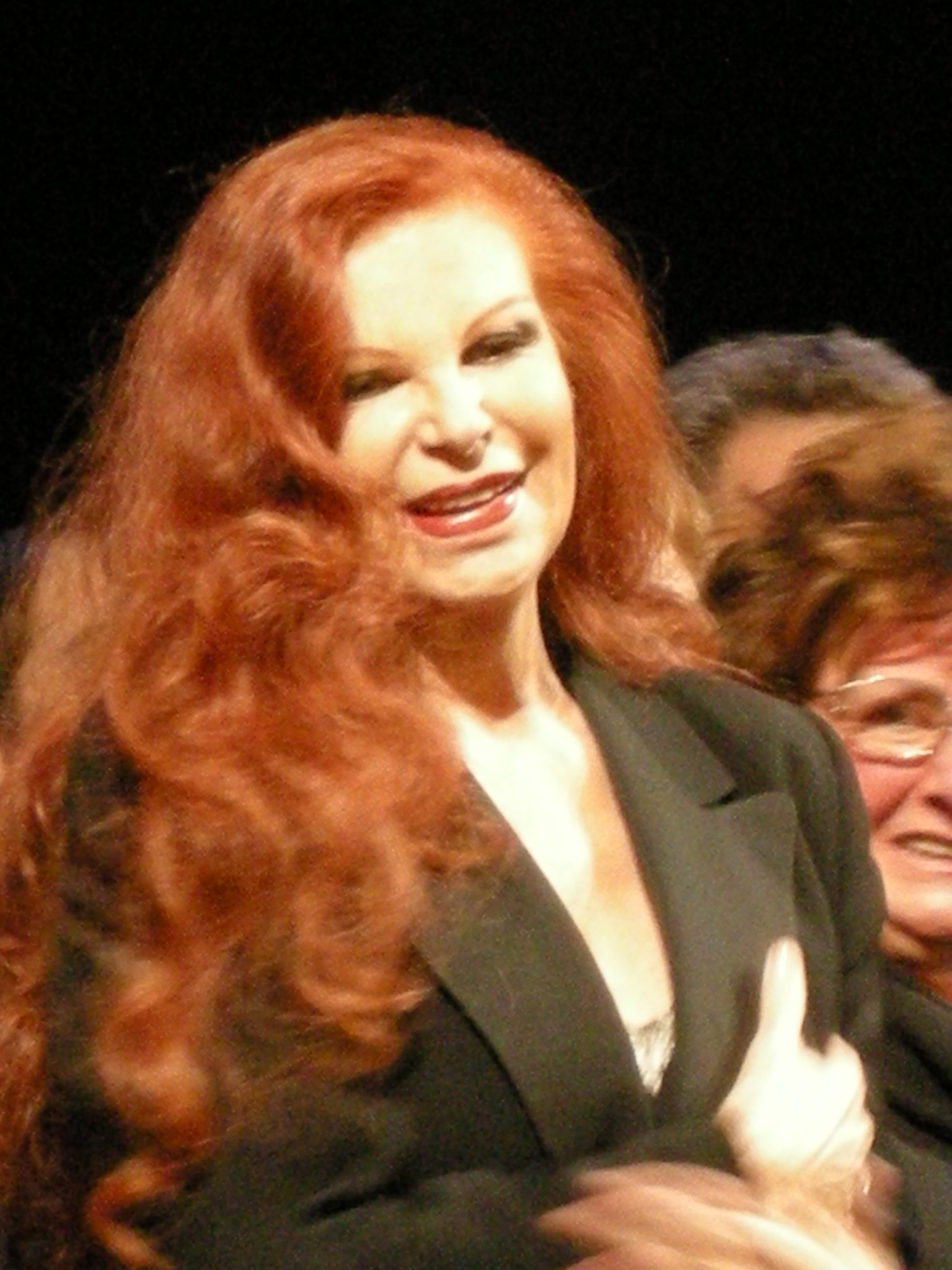
Мильва

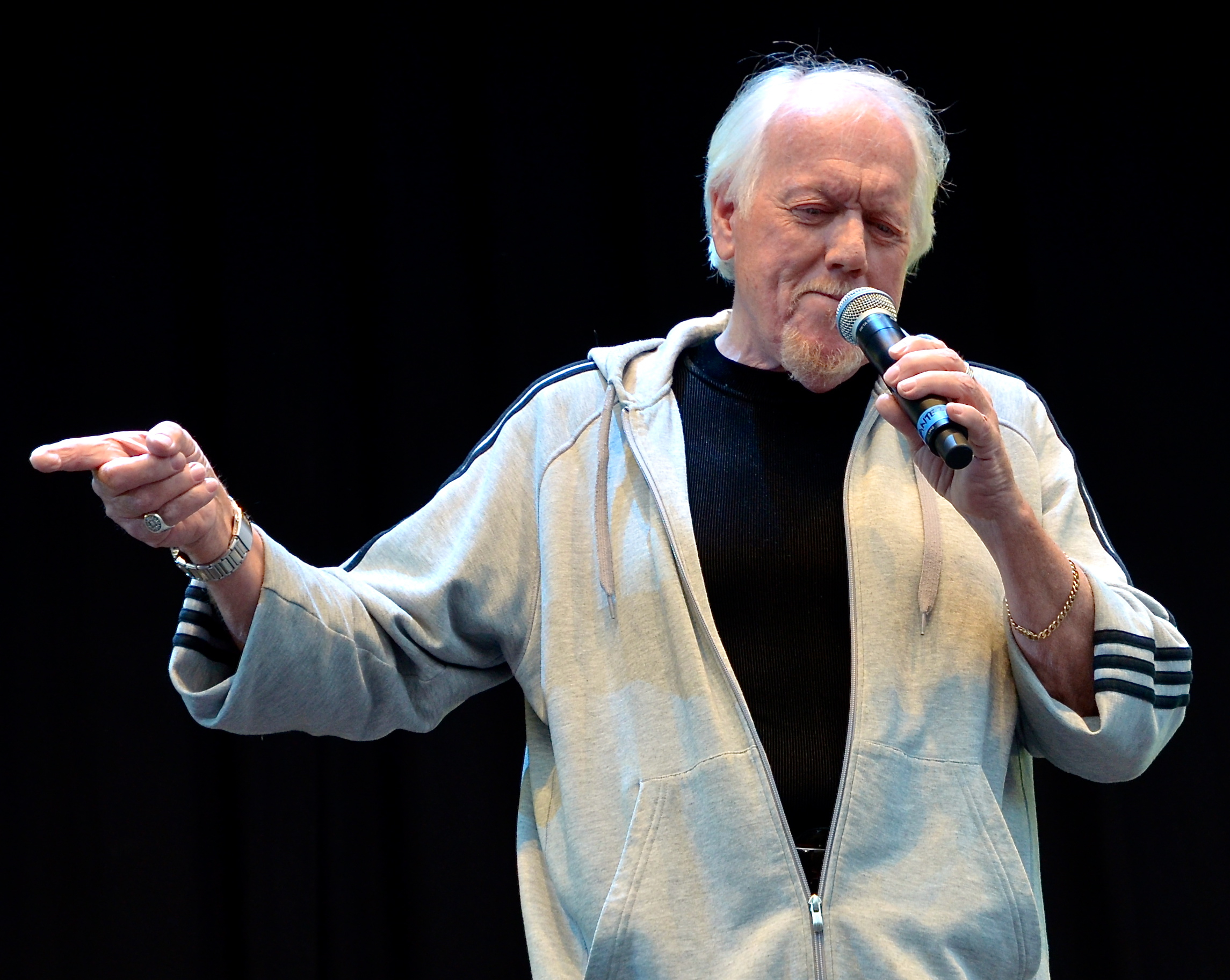
Сванте Турессон

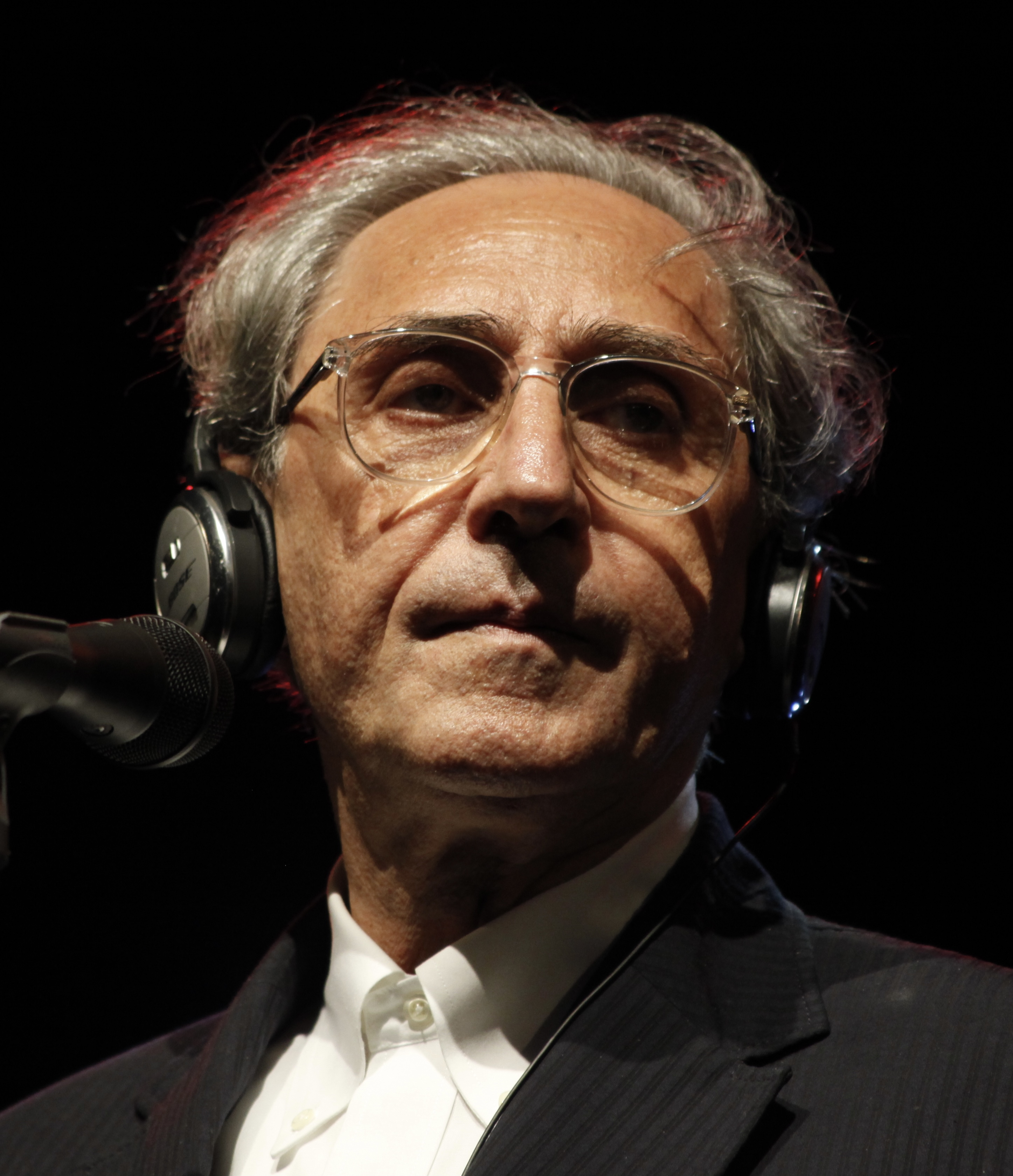
Франко Баттиато

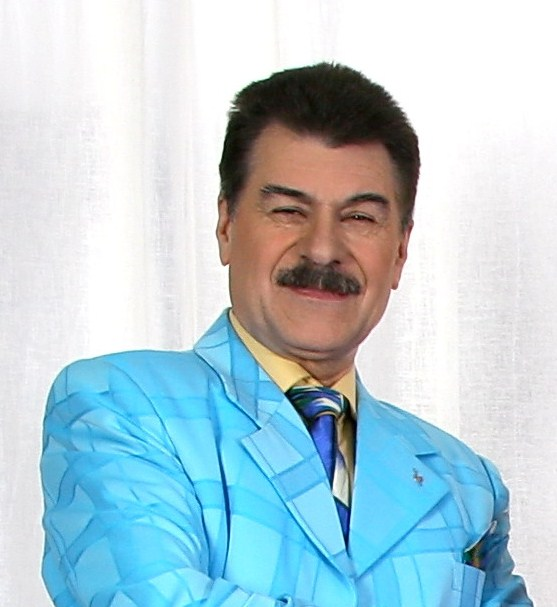
Георгий Мамиконов

Фредерик Ржевски

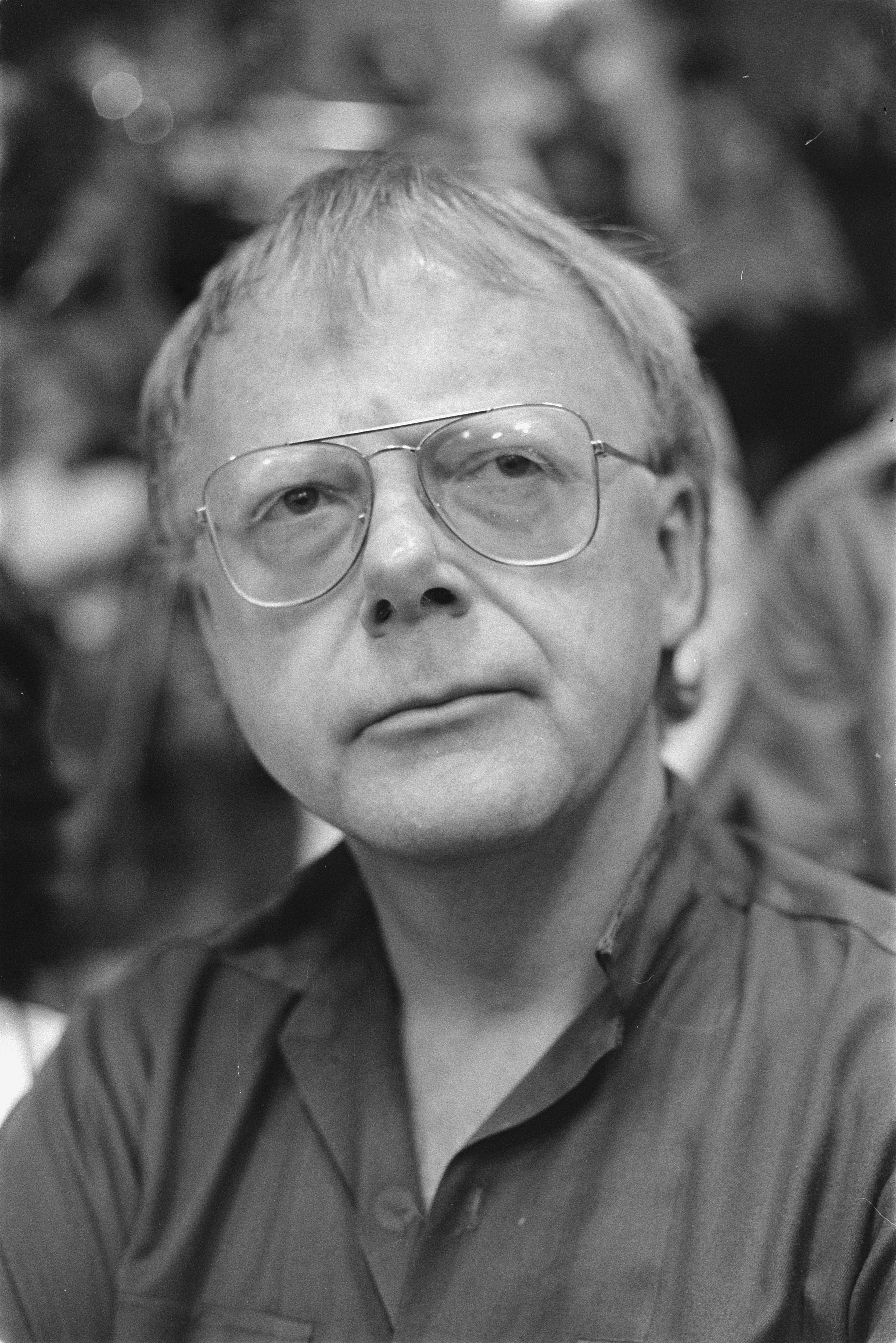
Луи Андриссен

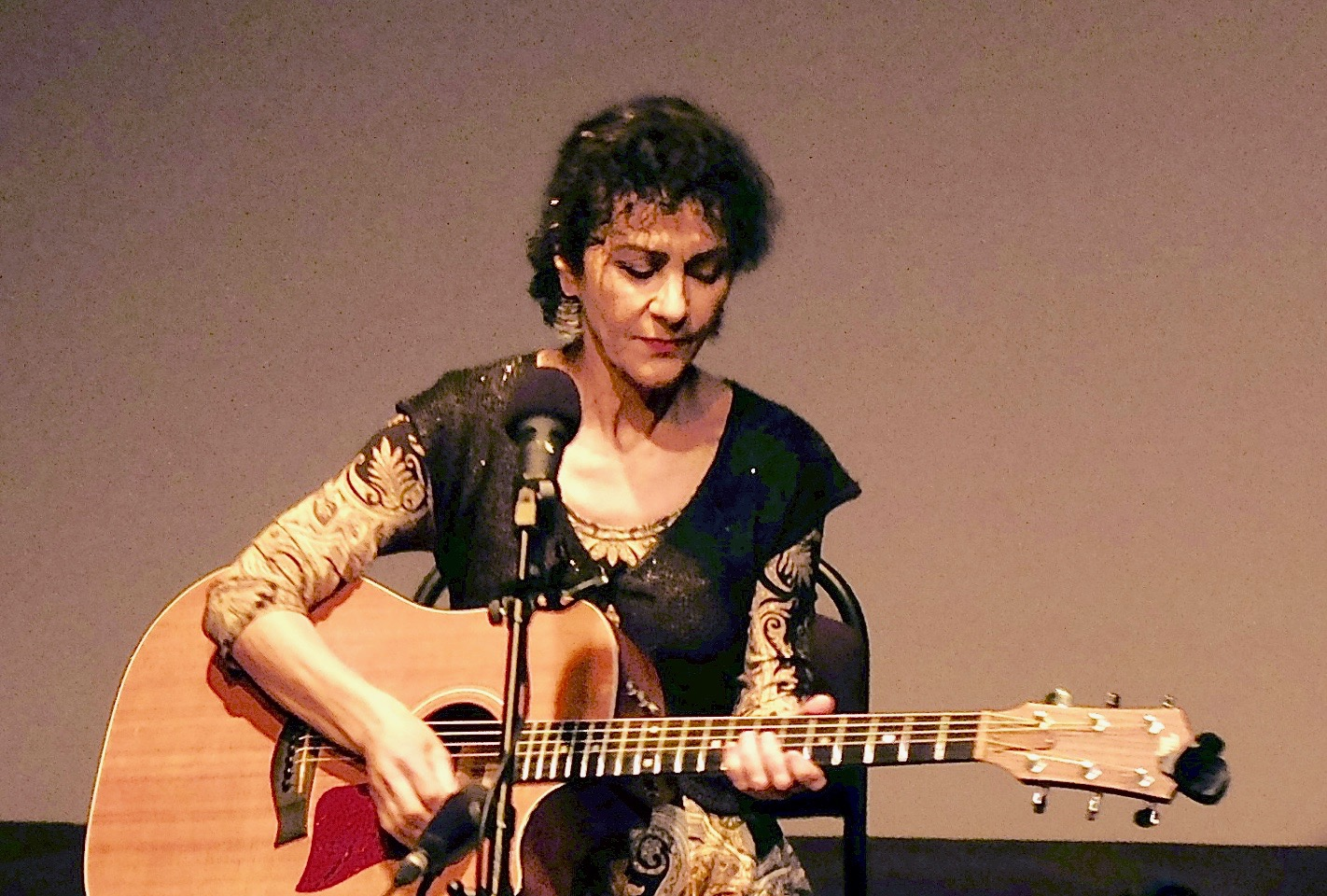
Анжелика Ионатос

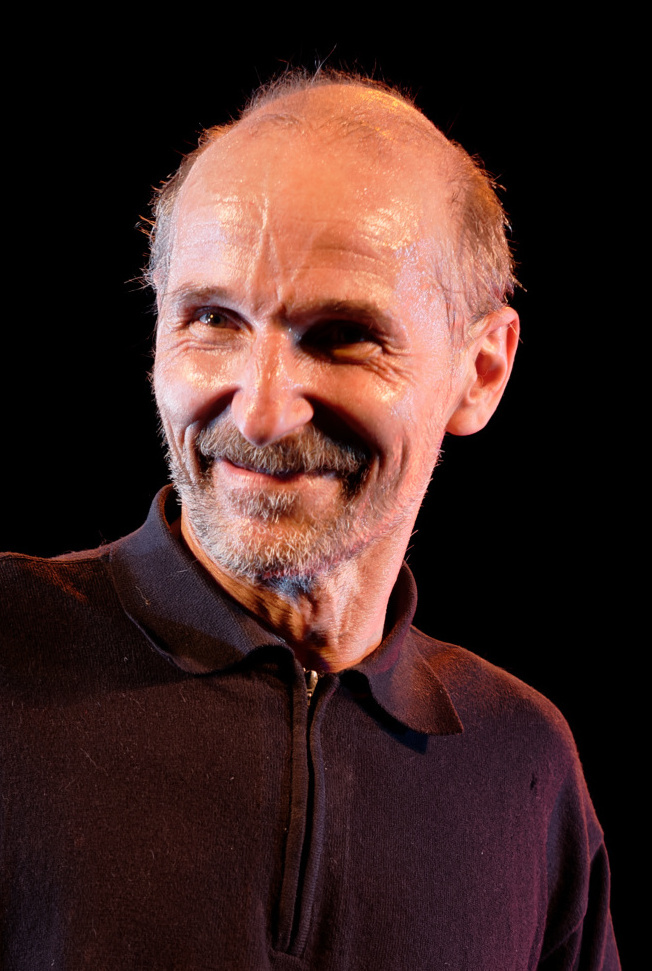
Пётр Мамонов

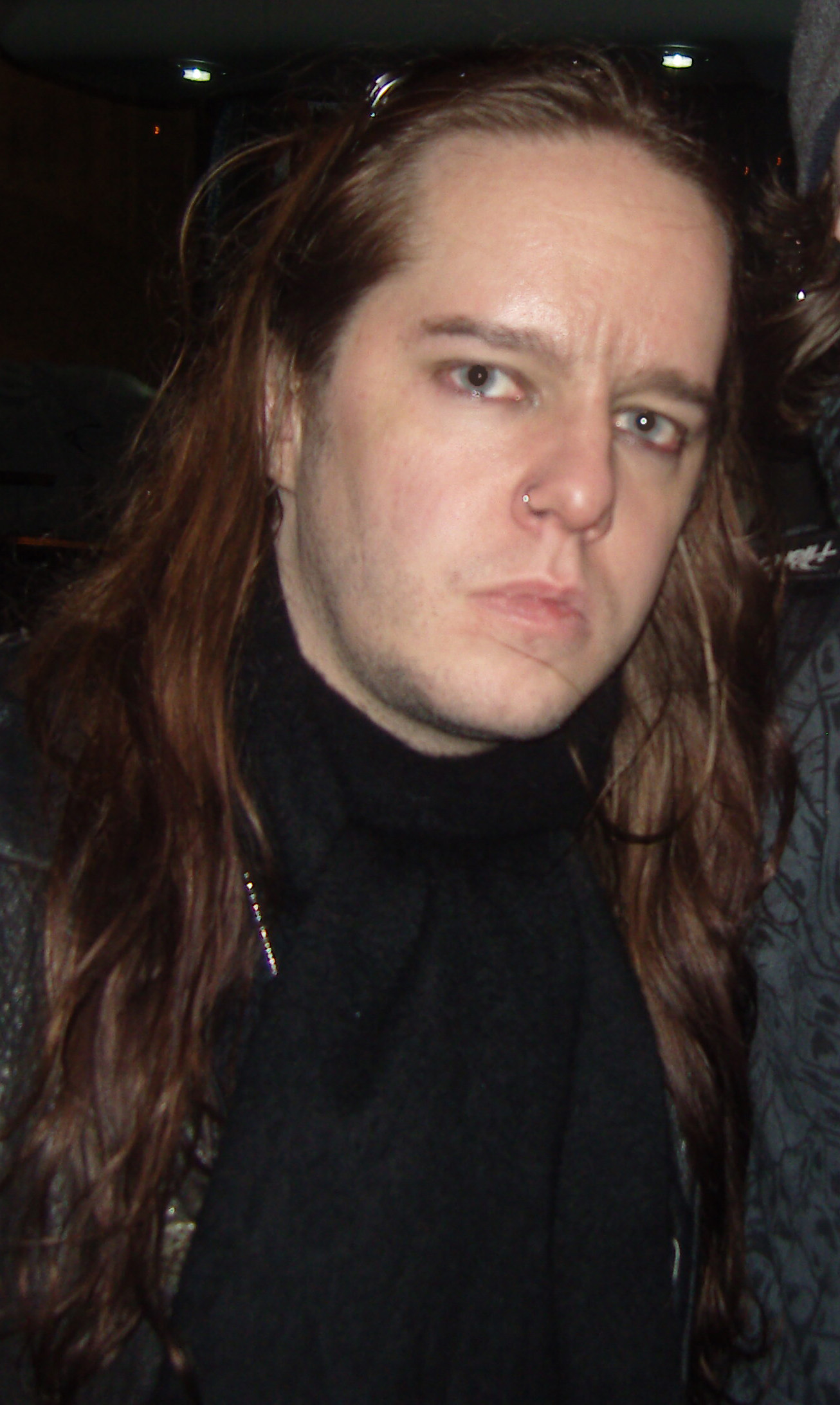
Джои Джордисон

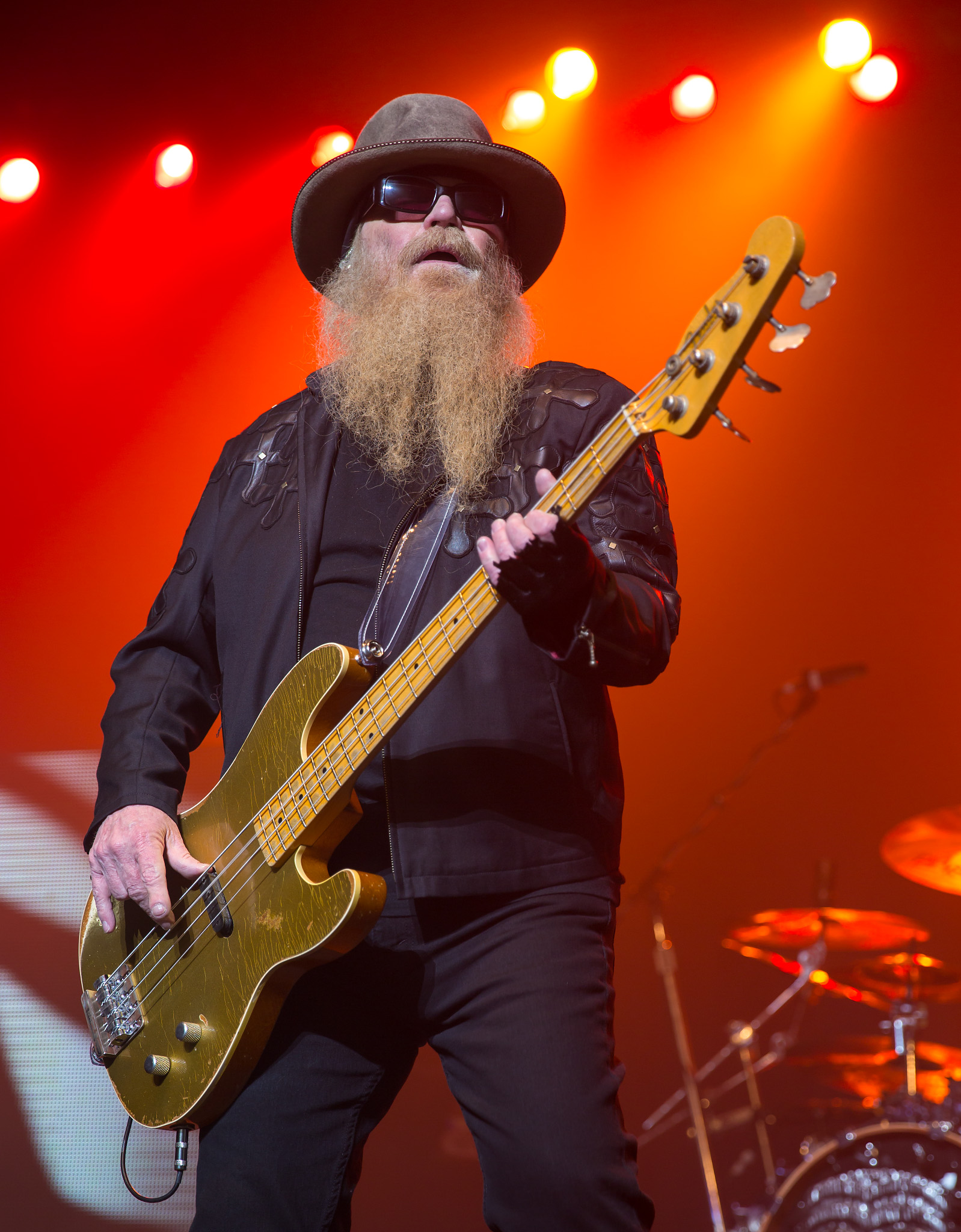
Дасти Хилл

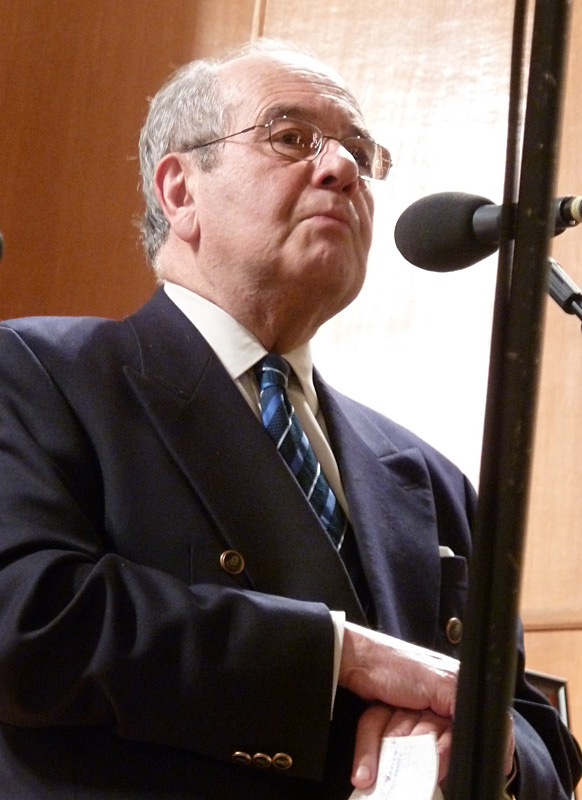
Игорь Ойстрах

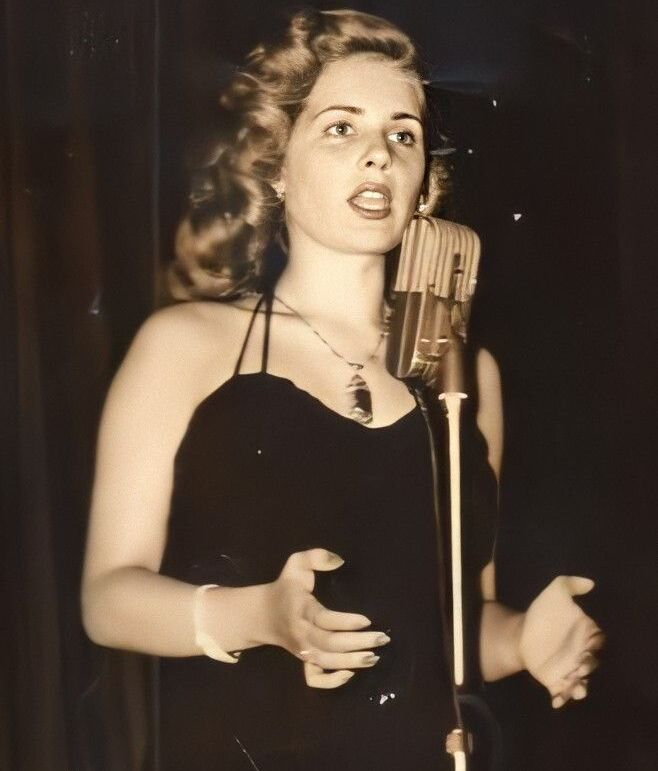
Росита Кинтана

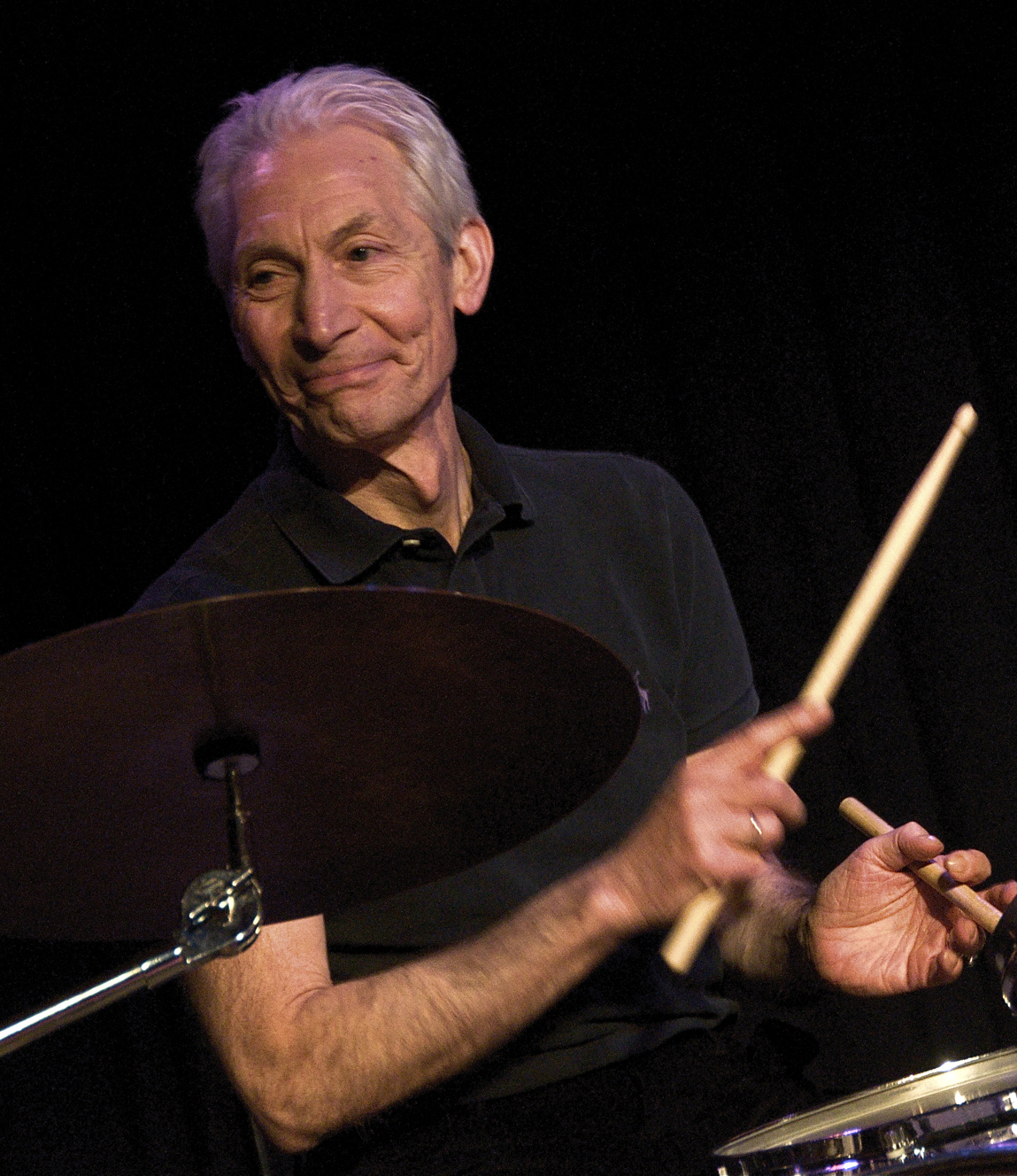
Чарли Уоттс

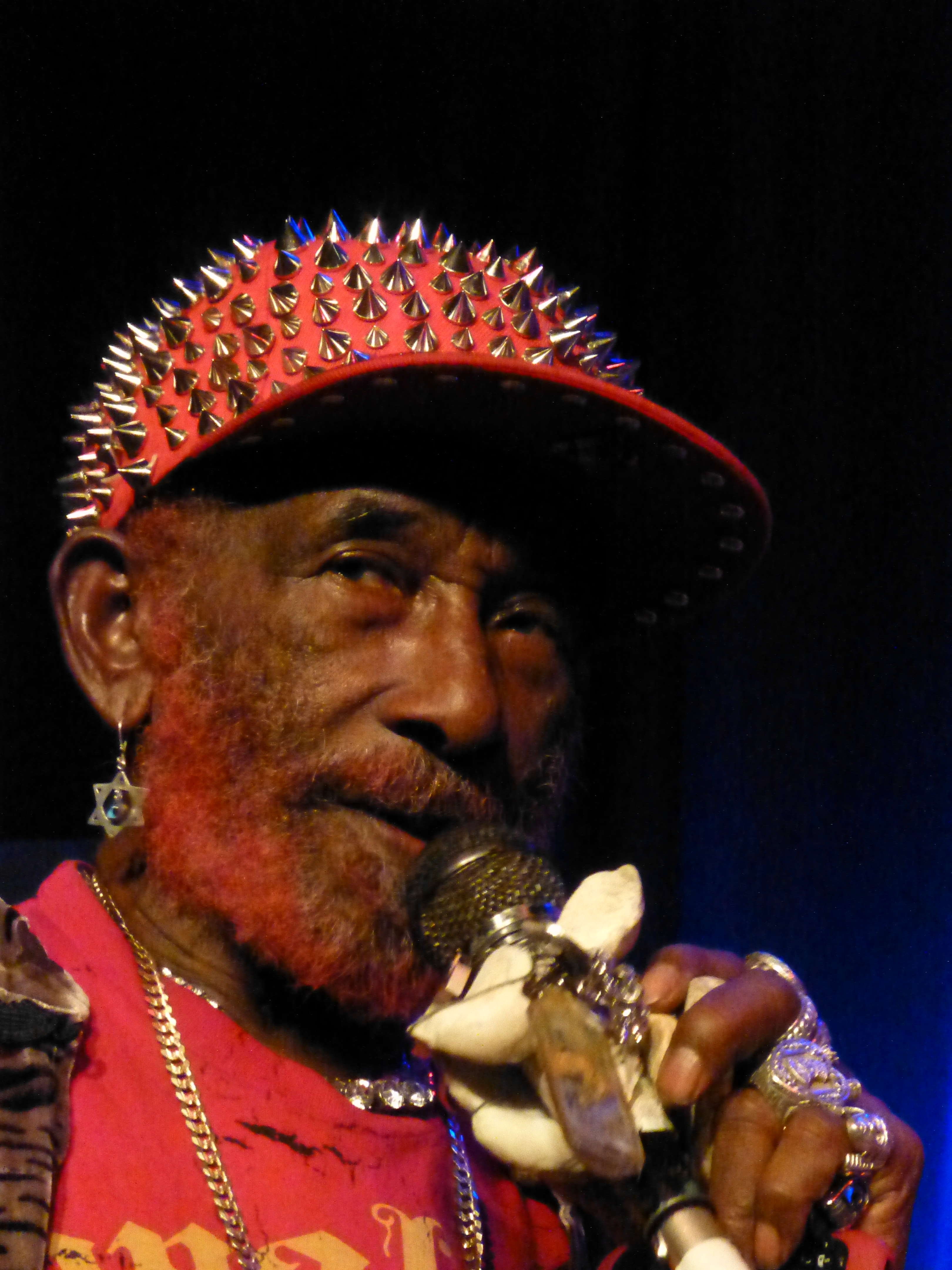
Ли Перри

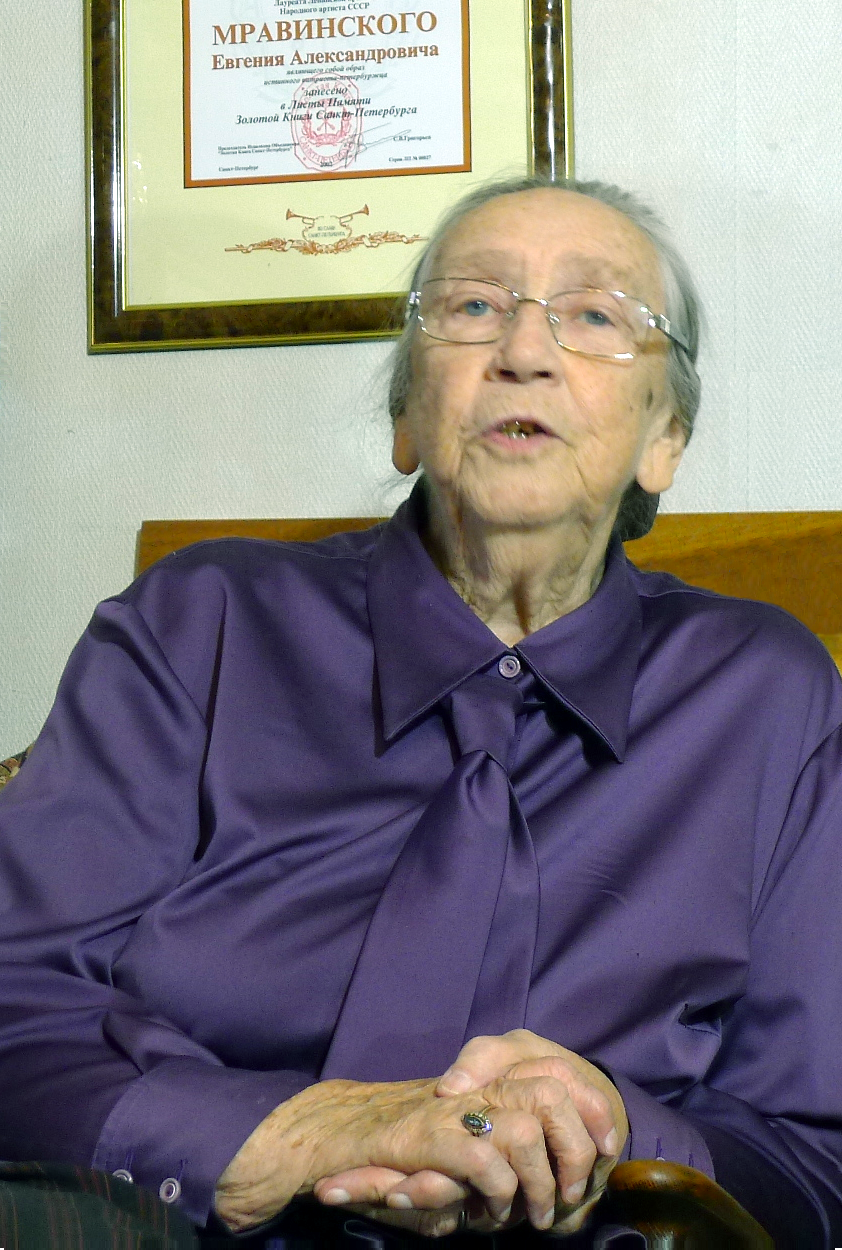
Александра Вавилина

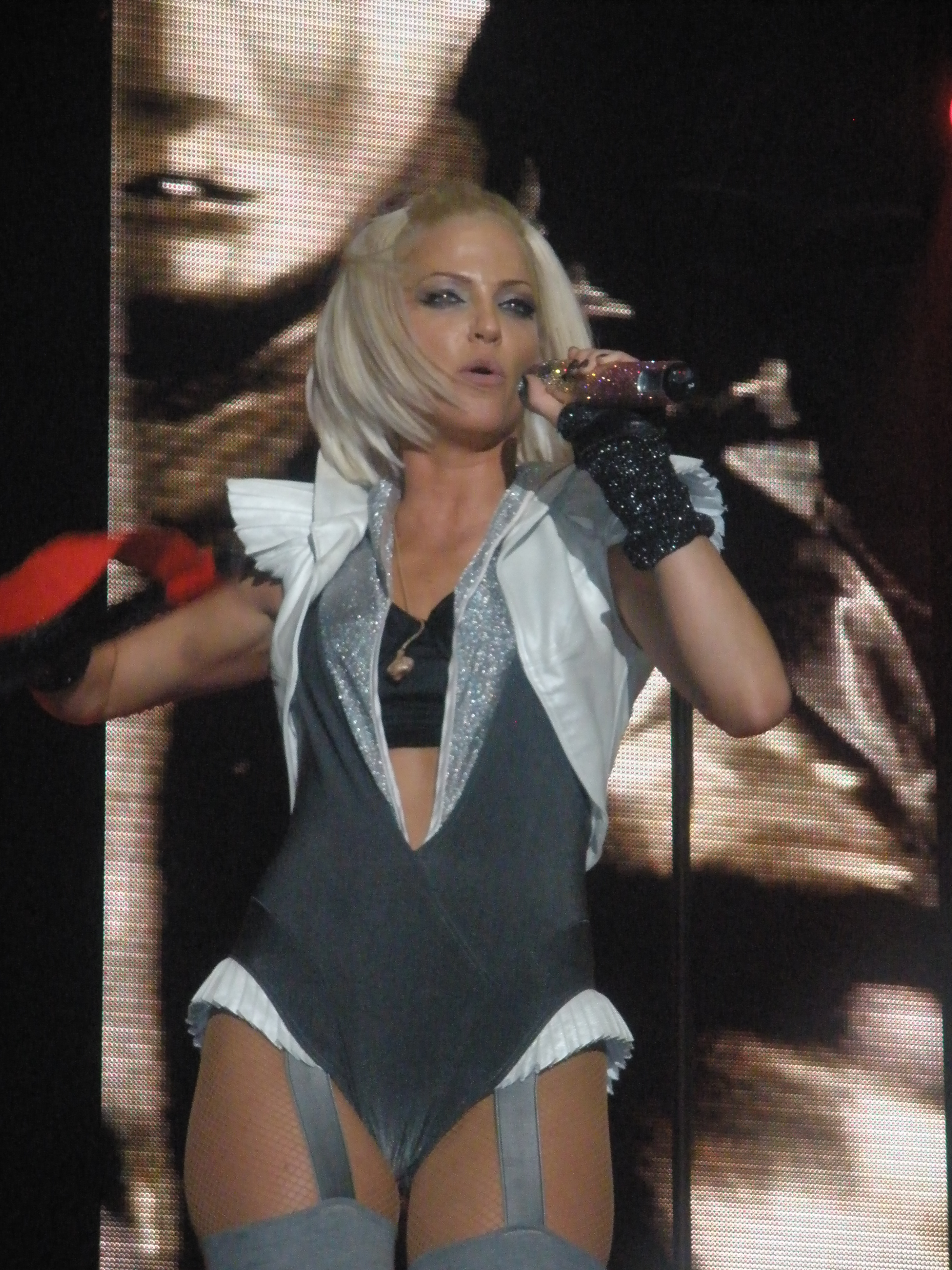
Сара Хардинг

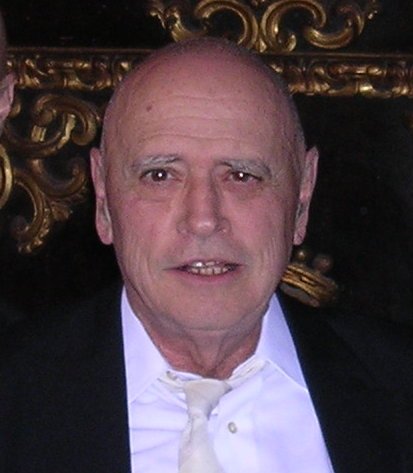
Сильвано Буссотти

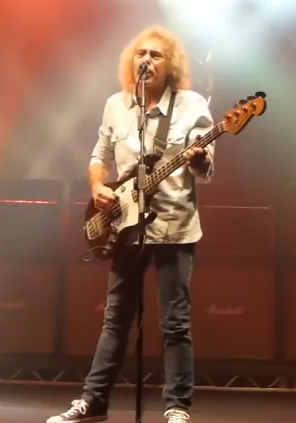
Алан Ланкастер

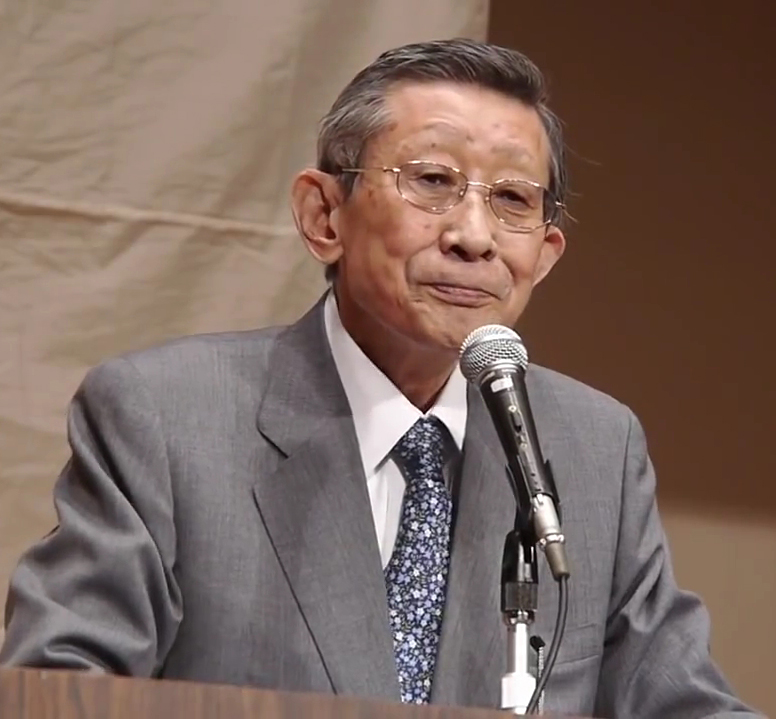
Коити Сугияма

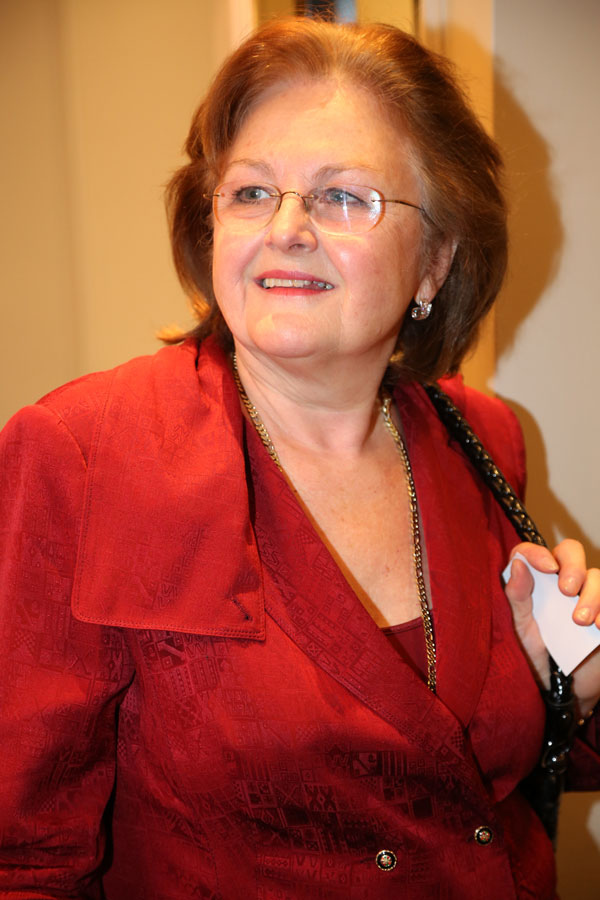
Эдита Груберова

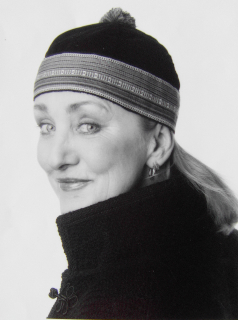
Хьерсти Альвеберг

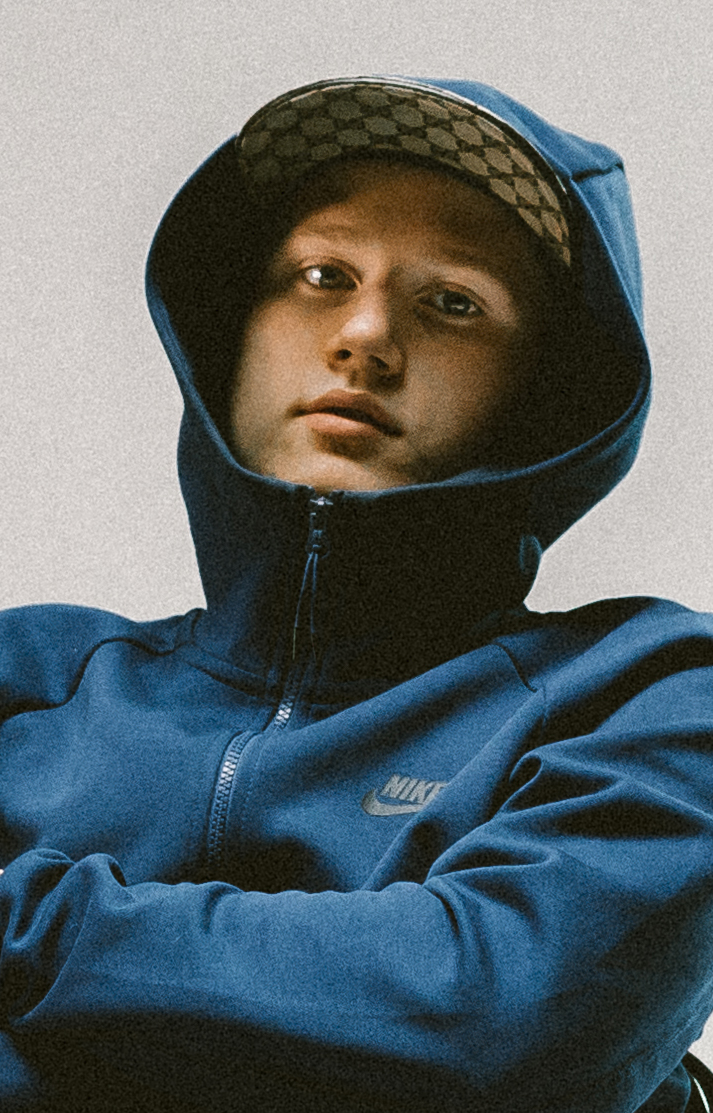
Эйнар

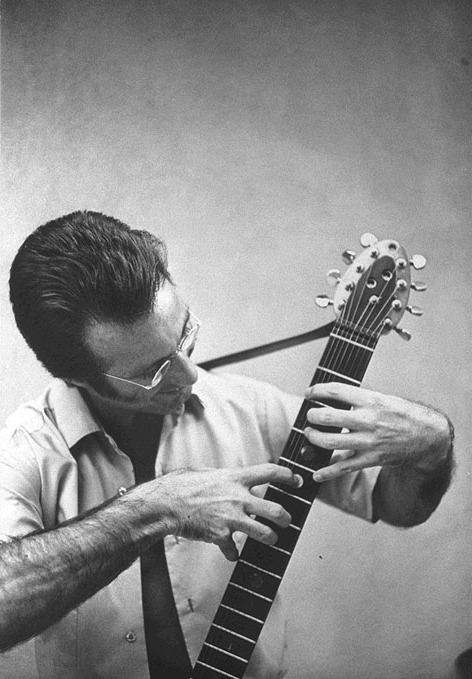
Эмметт Чепмен

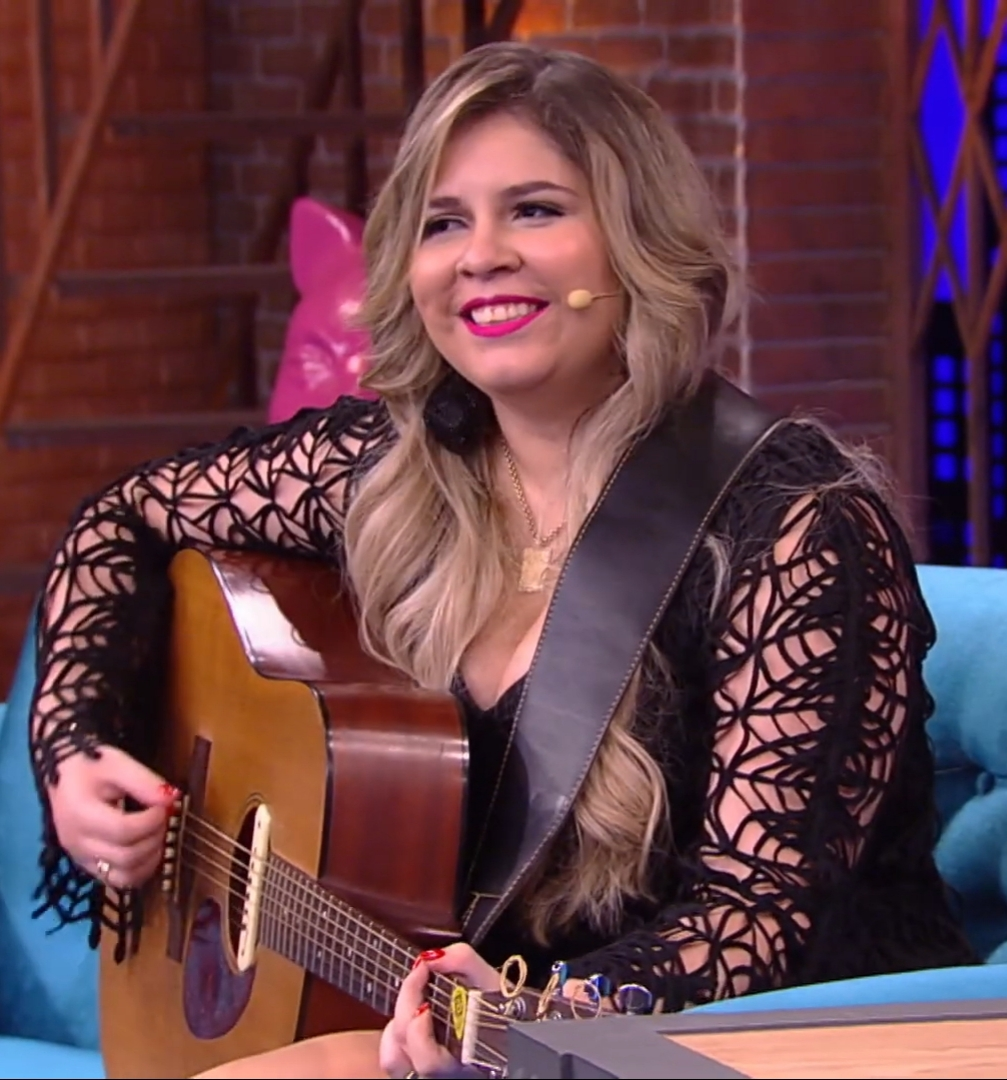
Марилия Мендонса

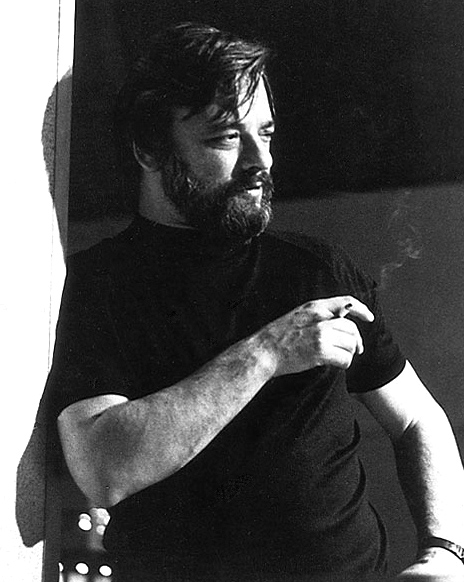
Стивен Сондхайм

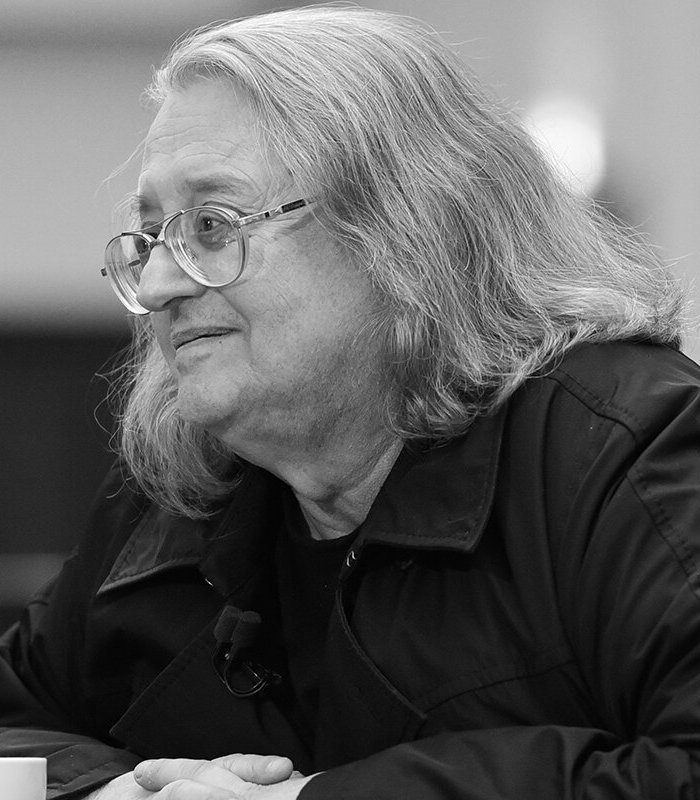
Александр Градский

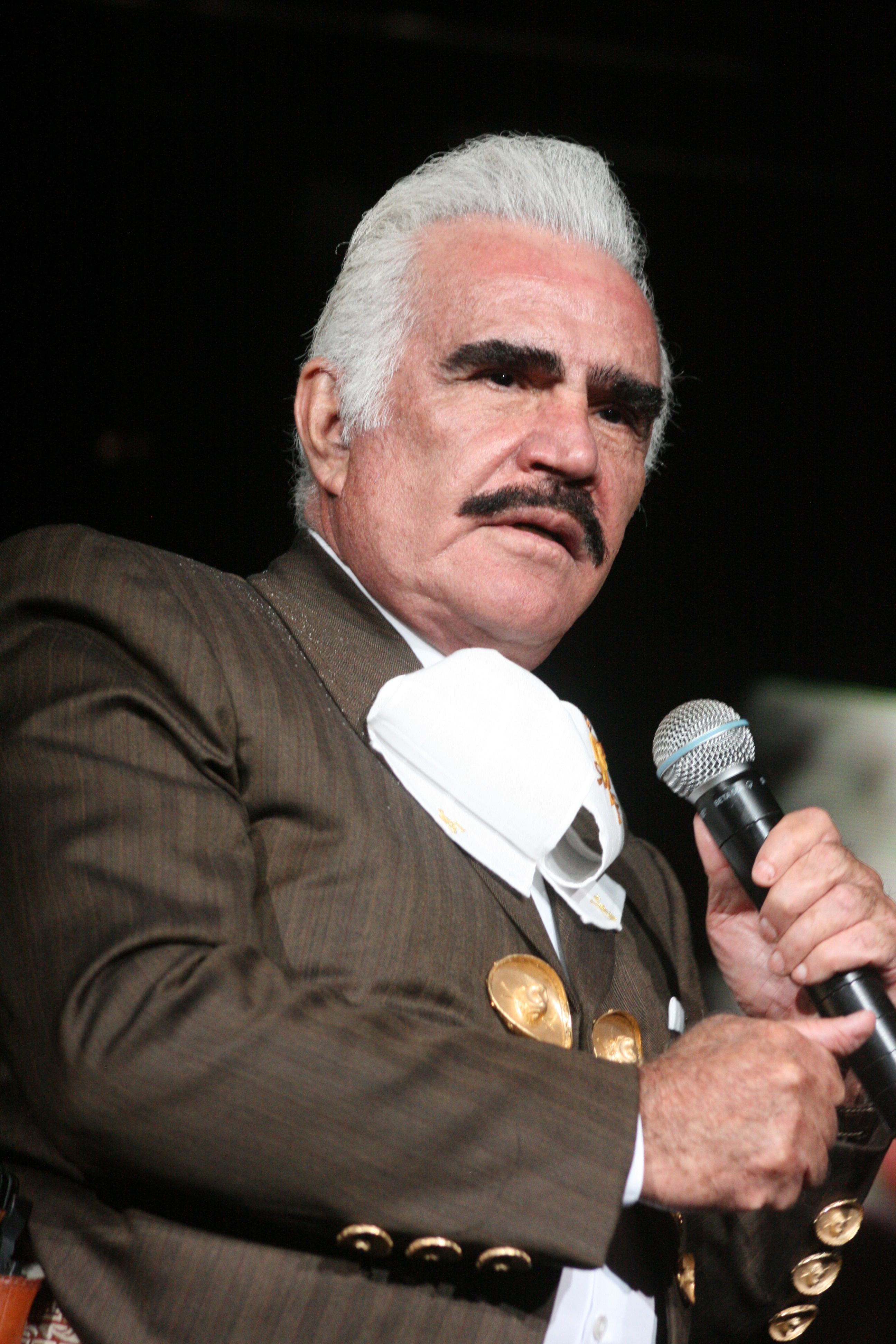
Висенте Фернандес

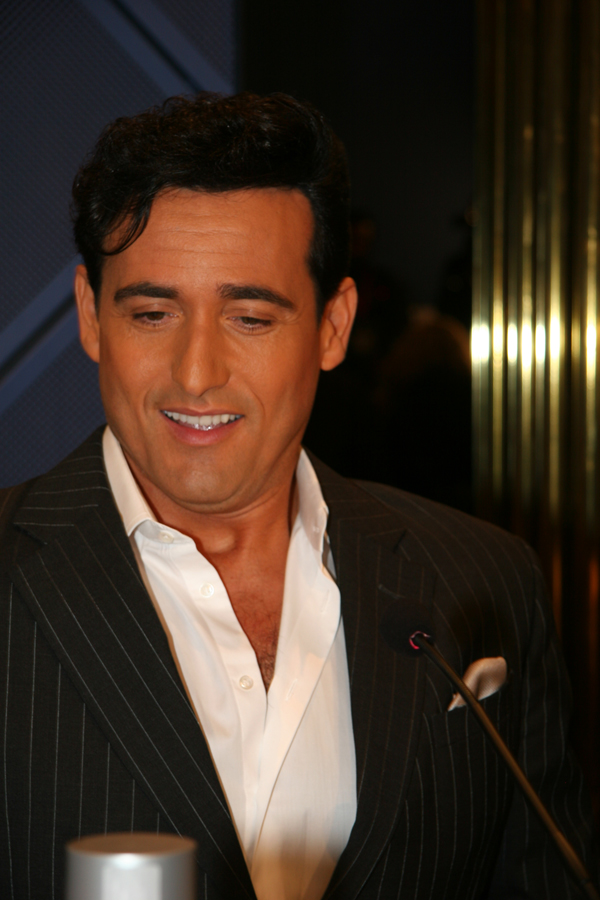
Карлос Марин

### Январь
- 1 января — Карлуш ду Карму (81) — португальский певец[24]
- 2 января — Тамара Сорокина (89) — советская и российская оперная певица (лирико-колоратурное сопрано) и педагог[25]
- 4 января — Тагир Камалов (58) — советский и российский дирижёр, основатель, художественный руководитель и главный дирижёр Национального симфонического оркестра Республики Башкортостан[26]
- 5 января — Стефания Павлишин (90) — советский и украинский музыковед и музыкальный педагог[27]
- 6 января — Анатолий Наливаев (89) — советский и белорусский художник, реставратор, музыкант, кантор и театральный актёр, собиратель и исполнитель еврейской канторской музыки[28]
- 7 января
  - Мэрион Рэмси (73) — американская актриса, певица и композитор[29]
  - Бисерка Цвеич (97) — югославская и сербская оперная певица (меццо-сопрано) и музыкальный педагог[30]
- 8 января
  - Эд Брюс (81) — американский кантри-музыкант, композитор и актёр[31]
  - Дэвид Дарлинг (79) — американский композитор, мультиинструменталист и музыкальный педагог[32]
- 11 января
  - Ховард Джонсон (79) — американский джазовый мультиинструменталист и композитор[33]
  - Ариадна Лысенко (99) — советская и украинская пианистка[34]
  - Сергей Селюнин (62) — советский и российский рок-музыкант, автор и исполнитель песен, лидер группы «Выход»[35]
- 12 января
  - Джеральд Ачи (68) — тринидадский барабанщик[36]
  - Ирина Дубинина (97) — советская и российская пианистка и музыкальный педагог[37]
- 13 января — Анри Горайеб (85) — французский пианист и музыкальный деятель ливанского происхождения[38]
- 14 января — Элайджа Мошински (75) — австралийский оперный, театральный и телевизионный режиссёр[39]
- 16 января
  - Паве Майянен (70) — финский певец, автор песен, басист, клавишник, барабанщик, гитарист и продюсер[40]
  - Фил Спектор (81) — американский музыкальный продюсер и автор песен[41]
- 18 января — Алексей Евсюков (71) — советский и российский пианист и композитор[42]
- 20 января — Мира Фурлан (65) — хорватская актриса и певица[43]
- 21 января
  - Бободжон Азизов (70) — советский и таджикский певец и артист театра[44]
  - Алексей Зубов (84) — советский и американский саксофонист[45]
- 23 января — Сумико Сакамото (84) — японская певица и актриса[46]
- 25 января — Владимир Чахвадзе (88) — советский и российский виолончелист и музыкальный педагог[47]
- 28 января — Василий Царгуш (82) — советский и абхазский композитор, этнограф, музыкальный педагог и музыковед[48]
- 29 января — Хилтон Валентайн (77) — британский музыкант, гитарист группы The Animals[49]
- 30 января
  - Алла Иошпе (83) — советская и российская эстрадная певица[50]
  - Софи (34) — шотландский музыкант, продюсер, певица, автор песен и диджей[51]

### Февраль
- 1 февраля
  - Ювал Вальдман (74) — израильский и американский скрипач, дирижёр и педагог[52]
  - Виктор Павлюченков (57) — советский и российский актёр, режиссёр, сценарист, каскадёр и автор-исполнитель[53]
  - Синтия Тёрнер (88) — мальтийская пианистка[54]
  - Темур Циклаури (75) — советский и грузинский актёр и певец, солист ВИА «Иверия»[55]
- 7 февраля — Атанас Косев (86) — болгарский композитор[56]
- 8 февраля
  - Роза Аккучукова (70) — советская и российская певица[57]
  - Юрий Зморович (74) — советский и украинский художник, мультиинструменталист и режиссёр[58]
  - Мэри Уилсон (76) — американская певица, вокалистка группы The Supremes[59]
- 9 февраля — Чик Кориа (79) — американский джазовый пианист и композитор[60]
- 10 февраля
  - Тааво Виркхаус (86) — эстонский и американский композитор и дирижёр[61]
  - Хорхе Морель (89) — аргентинский композитор и гитарист[62]
- 14 февраля — Виталий Шапкин (73) — советский и российский флейтист, концертмейстер и педагог[63]
- 15 февраля
  - Реймон Левек (92) — канадский автор-исполнитель, поэт, писатель и драматург[64]
  - Шомишбай Сариев (74) — советский и казахский поэт-песенник[65]
- 18 февраля — Флюра Нугуманова (85) — советская и российская певица и педагог[66]
- 19 февраля — Джордже Балашевич (67) — сербский поэт-песенник и певец[67]
- 24 февраля
  - Вольфганг Бёттхер (86) — немецкий виолончелист[68]
  - Токтоналы Сейталиев (83) — советский и киргизский оперный певец (лирический тенор) и педагог[69]
- 28 февраля — Александр Куимов (62) — советский и российский артист балета и балетный педагог[70]

### Март
- 1 марта — Николай Буравский (80) — советский и украинский музыковед и фольклорист[71]
- 2 марта — Марк Гоффени (51) — американский гитарист[72]
- 3 марта — Медея Абрамян (88) — советская и армянская виолончелистка[73]
- 5 марта — Патрик Дюпон (61) — французский танцовщик, киноактёр и балетный педагог[74]
- 7 марта
  - Дмитрий Башкиров (89) — советский и испанский пианист и музыкальный педагог[75]
  - Саня Илич (69) — сербский композитор и клавишник[76]
  - Ларс-Йёран Петров (49) — шведский певец, вокалист группы Entombed[77]
- 8 марта
  - Римма Жердер (80) — советская и российская театральная актриса, солистка Свердловского театра музыкальной комедии[78]
  - Жюльен Франсуа Цбинден (103) — швейцарский композитор и пианист[79]
- 9 марта — Джеймс Ливайн (77) — американский дирижёр, художественный руководитель и главный дирижёр Метрополитен-оперы (1976—2018)[80]
- 10 марта
  - Эдуард Алексеев (83) ― советский и российский этномузыковед[81]
  - Людмила Лядова (95) — советский и российский композитор, пианистка и певица[82]
- 11 марта — Виктор Лебедев (86) — советский и российский композитор и музыкальный педагог[83]
- 12 марта — Стахан Рахимов (83) — советский и российский эстрадный певец[84]
- 13 марта — Марк Лубоцкий (89) — советский и немецкий скрипач и музыкальный педагог[85]
- 15 марта — Нариман Каражигитов (86) — советский и казахский оперный певец (лирико-драматический тенор) и музыкальный педагог[86]
- 17 марта — Антон Гарсиа Абриль (87) — испанский музыкант, дирижёр и композитор[87]
- 20 марта
  - Владимир Кирсанов (73) — советский и российский эстрадный танцовщик, хореограф и танцевальный педагог[88]
  - Евгений Нестеренко (83) — советский и российский оперный певец (бас) и музыкальный педагог[89]
- 25 марта — Александр Липницкий (68) — советский и российский телеведущий, журналист и музыкант, бас-гитарист группы «Звуки Му»[90]
- 26 марта — Косье Вейзенбек (72) — нидерландская скрипачка и музыкальный педагог[91]

### Апрель
- 5 апреля — Кшиштоф Кравчик (74) — польский певец, гитарист и композитор[92]
- 7 апреля — Ремзие Тарсинова (94) — советская таджикская, крымскотатарская и украинская танцовщица и балетмейстер, художественный руководитель ансамбля «Хайтарма»[93]
- 9 апреля — DMX (50) — американский рэпер и актёр[94]
- 13 апреля — Леонид Борткевич (71) — советский и белорусский эстрадный певец и музыкант, солист ВИА «Песняры»[95]
- 14 апреля — Юрий Бирюков (86) — советский и российский музыковед, композитор и поэт[96]
- 16 апреля — Камаль Баллан (67) — сирийский и российский композитор, поэт, хореограф и киноактёр[97]
- 19 апреля
  - Юрий Айрапетян (87) — советский и армянский пианист и музыкальный педагог[98]
  - Джим Стайнман (73) — американский композитор, музыкальный продюсер и певец[99]
- 20 апреля — Лес Маккьюэн (65) — шотландский музыкант и певец, вокалист группы Bay City Rollers[100]
- 22 апреля — Shock G[англ.] (57) — американский хип-хоп исполнитель, вокалист группы Digital Underground[101]
- 23 апреля — Мильва (81) — итальянская певица, актриса и телеведущая[102]
- 24 апреля — Криста Людвиг (93) — немецкая оперная и камерная певица (меццо-сопрано)[103]
- 26 апреля — Балоглан Ашрафов (69) — советский и азербайджанский певец[104]
- 29 апреля
  - Валерий Алтухов (79) — советский и украинский кларнетист и музыкальный педагог[105]
  - Казимеж Корд (90) — польский дирижёр[106]
  - Пирс Фултон (28) — американский диджей, мультиинструменталист и музыкальный продюсер[107]
- 30 апреля — Ескендир Хасангалиев (81) — советский и казахский певец и композитор[108]

### Май
- 1 мая — Михаил Плоткин (77) — советский и российский музыкальный администратор и продюсер[109]
- 6 мая — Ллойд Прайс (88) — американский певец, автор песен и продюсер[110]
- 7 мая
  - Владимир Качан (73) — советский и российский актёр, музыкант и писатель[111]
  - Тони Китэйн (59) — американская актриса и модель, известная ролями в видеоклипах групп Ratt и Whitesnake[112]
- 8 мая
  - Татьяна Бершадская (99) — советский и российский музыковед[113]
  - Кёртис Фуллер (86) — американский джазовый тромбонист[114]
- 9 мая — Евгений Исаков (84) — советский и казахстанский оперный певец (бас)[115]
- 10 мая
  - Эльфия Бурнашева (79) — советская и российская пианистка и музыкальный педагог[116]
  - Владимир Редькин (65) — советский и российский оперный певец (баритон) и музыкальный педагог[117]
  - Сванте Турессон (84) — шведский джазовый музыкант, певец и музыкальный продюсер[118]
- 11 мая — Вахур Афанасьев (41) — эстонский писатель, поэт, режиссёр и музыкант[119]
- 14 мая
  - Хайме Гарса (67) — мексиканский актёр и певец[120]
  - Эстер Мяги (99) — советский и эстонский композитор и музыкальный педагог[121]
- 15 мая
  - Алексей Баташёв (86) — советский и российский историк джаза и джазовый критик[122]
  - Винт (43) — российский рэпер, участник группы «Ю.Г.»[123]
  - Вадим Гнедаш (89) — советский и украинский дирижёр и музыкальный педагог[124]
  - Юрий Ищенко (83) — советский и украинский композитор и музыкальный педагог[125]
  - Джордже Марьянович (89) — югославский и сербский певец и композитор[126]
- 18 мая — Франко Баттиато (76) — итальянский композитор, эстрадный певец, музыкант, художник и режиссёр[127]
- 19 мая — Мартин Турновский (92) — чехословацкий и австрийский дирижёр[128]
- 23 мая
  - Кристобаль Альфтер (91) — испанский композитор и дирижёр[129]
  - Александр Рудянский (85) — советский и украинский композитор[130]
- 24 мая — Сэмюел Эдвард Райт (74) ― американский актёр и певец[131]
- 27 мая
  - Лорина Камбурова (29) — болгарская актриса и певица[132]
  - Виолетта Прохорова (96) — советская и британская балерина[133]
  - Карла Фраччи (84) — итальянская балерина и актриса[134]
- 29 мая
  - Джо Лара (58) — американский актёр и музыкант[135]
  - Би Джей Томас (78) — американский певец[136]
  - Мигель Фарре (85) — испанский шахматист, пианист и музыкальный педагог[137]
- 31 мая
  - Иосиф Левинзон (86) — советский и российский виолончелист и музыкальный педагог[138]
  - Lil Loaded (20) — американский рэпер и автор песен[139]

### Июнь
- 1 июня — Александр Майкапар (74) — советский и российский пианист, клавесинист, органист и музыковед[140]
- 6 июня
  - Римма Волкова (80) — советская и российская оперная певица (колоратурное сопрано) и музыкальный педагог[141]
  - Виктор Симон (91) — советский и российский виолончелист и педагог[142]
- 7 июня — Юрий Садовник (69) — советский и молдавский певец, музыкант и композитор[143]
- 11 июня — Хериберт Байссель (88) — немецкий дирижёр[144]
- 12 июня
  - Елизавета Суриц (98) — советский и российский балетовед и театральный критик[145]
  - Сергей Урываев (73) — советский и российский пианист и музыкальный педагог[146]
- 13 июня — Григорий Чапкис (91) — советский и украинский танцор и хореограф[147]
- 16 июня
  - Владимир Глейхман (83) — советский и российский дирижёр и музыкальный педагог[148]
  - Майкл Чемпион (74) — американский актёр и музыкант[149]
- 19 июня — Игорь Гранов (83) — советский и российский музыкант, композитор и продюсер, создатель и руководитель ВИА «Голубые гитары»[150]
- 20 июня — Жанна Ламон (71) — американская и канадская скрипачка, дирижёр и музыкальный педагог[151]
- 21 июня — Нобуо Хара (94) — японский джазовый саксофонист и руководитель оркестра[152]
- 22 июня — Тарас Силенко (48) — украинский кобзарь и бандурист[153]
- 24 июня — Ольга Моисеева (92) — советская и российская балерина, балетный педагог и балетмейстер[154]
- 26 июня — Фредерик Ржевски (83) — американский композитор и пианист[155]
- 27 июня
  - Олег Кацура (61) — советский и российский певец и музыкант[156]
  - Пепс Перссон (74) — шведский музыкант и композитор[157]
- 28 июня
  - Поль Кулак (78) — французский композитор[158]
  - Георгий Мамиконов (76) — советский и российский музыкант и певец, основатель и руководитель группы «Доктор Ватсон»[159]
- 29 июня — Джон Лоутон (74) — британский певец, вокалист группы Uriah Heep[160]
- 30 июня — Вик Бриггс (76) — британский музыкант, гитарист группы Eric Burdon and the Animals[161]

### Июль
- 1 июля — Луи Андриссен (82) — нидерландский композитор, историк и теоретик музыки[162]
- 2 июля
  - Балбай Алагушов (85) — советский и киргизский музыковед[163]
  - Николай Сличенко (86) — советский и российский актёр, театральный режиссёр, певец и театральный педагог[164]
- 5 июля — Рафаэлла Карра (78) — итальянская актриса, певица и телеведущая[165]
- 6 июля — Дживан Гаспарян (92) — советский и армянский музыкант и композитор, мастер игры на дудуке[166]
- 7 июля
  - Сергей Зубковский (82) — советский и российский композитор и пианист[167]
  - Анжелика Ионатос (67) — греческая певица, гитаристка и композитор[168]
- 8 июля — Михаил Глуз (69) — советский и российский композитор и дирижёр[169]
- 11 июля — Игорь Вепринцев (90) — советский и российский звукорежиссёр[170]
- 14 июля
  - Джефф Лабар (58) — американский рок-музыкант, гитарист группы Cinderella[171]
  - Владимир Сафаров (82) — советский и узбекистанский джазмен, журналист, писатель и историк футбола[172]
- 15 июля — Пётр Мамонов (70) — советский и российский рок-музыкант, актёр, поэт и радиоведущий, лидер группы «Звуки Му»[173]
- 16 июля
  - Биз Марки (57) — американский рэпер и продюсер[174]
  - Вадим Гаевский (92) — советский и российский театральный и литературный критик, балетовед и педагог[175]
- 19 июля
  - Толис Воскопулос (80) — греческий певец и актёр[176]
  - Андрей Мдивани (83) — советский и белорусский композитор и музыкальный педагог[177]
- 20 июля — Геннадий Жаров (72) — советский и российский певец[178]
- 21 июля — Тыну Ааре (67) — советский и эстонский музыкант, композитор и автор песен, основатель ансамбля «Апельсин»[179]
- 26 июля — Джои Джордисон (46) — американский рок-музыкант, основатель и барабанщик группы Slipknot[180]
- 27 июля
  - Борис Емельянов (80) — советский и российский композитор[181]
  - Джанни Надзаро (72) — итальянский певец и актёр[182]
- 28 июля
  - Анна Кантор (98) — советская и российская пианистка и музыкальный педагог[183]
  - Дасти Хилл (72) — американский музыкант и автор песен, басист и вокалист группы ZZ Top[184]
- 31 июля
  - Михаил Коган (75) — советский и российский балетмейстер[185]
  - Ежи Матушкевич (93) — польский композитор и джазовый музыкант[186]

### Август
- 2 августа
  - Олег Флянгольц (55) — советский и российский кинорежиссёр, оператор и клипмейкер[187]
  - Валерий Шаповалов (70) — советский и российский певец и музыкант[188]
- 3 августа — Люция Тулешева (80) — советская и казахская камерная певица и музыкальный педагог[189]
- 7 августа — Миша ван Хук (77) — бельгийский танцовщик, хореограф и балетмейстер[190]
- 9 августа — Джоуи Амброуз[англ.] (87) — американский музыкант, саксофонист группы Bill Haley & His Comets[191]
- 13 августа — Нэнси Гриффит (68) — американская певица и автор-исполнитель[192]
- 14 августа
  - Игорь Ойстрах (90) ― советский и российский скрипач, дирижёр и педагог[193]
  - Рэймонд Мюррей Шейфер (88) — канадский композитор, писатель и педагог[194]
- 16 августа — Александра Куликова (78) — советская и российская мордовская певица[195]
- 17 августа — Шейла Бромберг (92) — британская арфистка[196]
- 18 августа — Равиля Хазиева (91) — советская и российская танцовщица[197]
- 20 августа — Иэн Кэри (45) — американский диджей и музыкальный продюсер[198]
- 21 августа — Дон Эверли (84) — американский певец и музыкант, участник группы The Everly Brothers[199]
- 23 августа — Росита Кинтана (96) — мексиканская актриса, композитор, певица и сценаристка аргентинского происхождения[200]
- 24 августа — Чарли Уоттс (80) — британский рок-музыкант, барабанщик группы The Rolling Stones[201]
- 27 августа — Зигфрид Маттус (87) — немецкий композитор[202]
- 28 августа
  - Тереза Жилис-Гара (91) — польская оперная певица (сопрано)[203]
  - Виктор Увайфо (80) — нигерийский музыкант, композитор и изобретатель музыкальных инструментов[204]
- 29 августа
  - Рон Буши (79) — американский музыкант, барабанщик группы Iron Butterfly[205]
  - Ли Перри (85) — ямайский музыкант и продюсер[206]
- 30 августа — Бьярне Фискум (82) — норвежский скрипач[207]

### Сентябрь
- 1 сентября
  - Герман Гецевич (59) — советский и российский поэт, прозаик, переводчик, автор и исполнитель песен[208]
  - Александр Храбунов (61) — советский и российский музыкант, гитарист группы «Зоопарк»[209]
- 2 сентября
  - Мишель Корбоз (87) — швейцарский дирижёр и музыкальный педагог[210]
  - Микис Теодоракис (96) — греческий композитор[211]
- 5 сентября — Сара Хардинг (39) — британская певица, модель и актриса, вокалистка группы Girls Aloud[212]
- 6 сентября
  - Айрат Кубагушев (71) — советский и российский композитор, фольклорист и музыкальный педагог[213]
  - Майкл Кеннет Уильямс (54) — американский актёр и танцор[214]
- 10 сентября — Леонид Любовский (84) — советский и российский композитор[215]
- 11 сентября — Флориан Юрьев (92) — советский и украинский художник, архитектор, искусствовед и скрипичный мастер[216]
- 16 сентября — Джейн Пауэлл (92) — американская актриса, певица и танцовщица[217]
- 19 сентября
  - Сильвано Буссотти (89) — итальянский композитор, художник и оперный режиссёр[218]
  - Марина Туцакович (67) — югославская и сербская поэтесса-песенница[219]
- 20 сентября — Александра Вавилина (93) — советская и российская флейтистка и музыкальный педагог[220]
- 21 сентября
  - Юрий Евграфов (71) — советский и российский хоровой дирижёр, композитор и музыкальный педагог[221]
  - Ричард Кирк (65) — британский электронный музыкант, основатель группы Cabaret Voltaire[222]
- 22 сентября
  - Николай Арутюнов (63) — советский и российский певец, композитор и музыкант, вокалист группы «Лига блюза»[223]
  - Мэттью Стрэкан (50) — британский композитор, певец и поэт-песенник[224]
  - Владимир Шиш (70) — советский и российский валторнист и педагог[225]
- 26 сентября — Алан Ланкастер (72) — британский рок-музыкант и автор песен, основатель, басист и вокалист группы Status Quo[226]
- 28 сентября
  - Владимир Лузин (85) — советский и российский фаготист и музыкальный педагог[227]
  - Владимир Ябчаник (56) — российский певец, актёр мюзиклов и музыкальный педагог[228]
- 29 сентября
  - Айко (48) — армянский певец и композитор[229]
  - Бронюс Кутавичюс (89) — советский и литовский композитор и музыкальный педагог[230]
- 30 сентября
  - Коити Сугияма (90) — японский игровой композитор[231]
  - Карлайл Флойд (95) — американский оперный композитор[232]

### Октябрь
- 3 октября — Михаил Файнзильберг (67) — советский и российский музыкант, певец, композитор и аранжировщик, основатель и барабанщик группы «Круг»[233]
- 5 октября — Хобо Джим (68/69) — американский кантри-певец, гитарист и композитор[234]
- 6 октября — Антон Шароев (92) — советский и российский дирижёр и скрипач, основатель и руководитель Киевского камерного оркестра[235]
- 9 октября — Ирина Деркембаева (93) — советская и киргизская оперная певица (лирическое сопрано)[236]
- 10 октября
  - Алексей Гуляницкий (88) — советский, украинский и российский дирижёр и музыкальный педагог[237]
  - Луис де Пабло (91) — испанский композитор[238]
- 11 октября — Лукас Давид (87) — австрийский скрипач и музыкальный педагог[239]
- 13 октября — Бэла Руденко (88) — советская, украинская и российская оперная певица (колоратурное сопрано) и музыкальный педагог[240]
- 18 октября
  - Эдита Груберова (74) — чехословацкая и словацкая оперная певица (колоратурное сопрано)[241]
  - Франко Черри (95) — итальянский джазовый гитарист[242]
- 19 октября
  - Хьерсти Альвеберг (73) — норвежская танцовщица и хореограф[243]
  - Лесли Брикасс (90) — британский поэт, композитор и либреттист[244]
- 20 октября — Владимир Михайлов (79) — советский и российский композитор и дирижёр[245]
- 21 октября
  - Бернард Хайтинк (92) — нидерландский дирижёр[246]
  - Эйнар (19) — шведский рэпер[247]
- 22 октября — Джанали Акперов (81) — советский и азербайджанский ханенде[248]
- 27 октября — Геннадий Бойко (86) — советский и российский певец[249]
- 29 октября — Пунит Раджкумар (46) — индийский актёр, певец и телеведущий[250]

### Ноябрь
- 1 ноября
  - Нелсон Фрейре (77) — бразильский пианист[251]
  - Эмметт Чепмен (85) — американский джазовый гитарист, изобретатель стика Чепмена[252]
- 3 ноября — Сергей Соколкин (58) — советский и российский поэт, прозаик, переводчик и автор песен[253]
- 4 ноября — Иоанна Бруздович (78) — польский композитор[254]
- 5 ноября — Марилия Мендонса (26) — бразильская певица и автор песен[255]
- 7 ноября — Бела Ковач (84) ― венгерский кларнетист и композитор[256]
- 10 ноября — Вячеслав Горский (68) — советский и российский джазовый пианист, композитор и продюсер[257]
- 11 ноября — Грэм Эдж (80) — британский музыкант и автор песен, основатель и барабанщик группы The Moody Blues[258]
- 17 ноября
  - Тёнс Йордан (50) — южноафриканский певец, композитор и гитарист[259]
  - Михаил Саямов (85) — советский и российский пианист и музыкальный педагог[260]
  - Young Dolph (36) — американский рэпер[261]
- 18 ноября — Мик Рок (72) — британский фотограф, известный фотографиями рок-звёзд[262]
- 21 ноября — Павлос Раптис (85) — польский и греческий оперный певец (тенор)[263]
- 22 ноября — Ася Султанова (98) — советский, российский и азербайджанский композитор[264]
- 23 ноября
  - Аллин Власенко (83) — советский и украинский дирижёр и музыкальный педагог[265]
  - Николай Голышев (91) — советский и российский оперный певец (баритон) и музыкальный педагог[266]
  - Татьяна Чудова (77) — советский и российский композитор и музыкальный педагог[267]
- 24 ноября — Леонид Зимненко (78) — советский и российский оперный певец (бас) и музыкальный педагог[268]
- 26 ноября — Стивен Сондхайм (91) — американский композитор, поэт и драматург[269]
- 28 ноября
  - Александр Градский (72) — советский и российский певец, музыкант и автор песен, основатель групп «Славяне» и «Скоморохи»[270]
  - Лайла Халме (87) — финская певица[271]
  - Андрей Хотеев (74) — советский, российский и немецкий пианист, музыкальный педагог и музыковед[272]
- 29 ноября — Дэвид Галпилил (68) — австралийский актёр и танцор[273]
- 30 ноября
  - Сергей Крылов (80) — советский и российский бард, гитарист и композитор[274]
  - Марджори Толчиф (95) — американская балерина[275]

### Декабрь
- 1 декабря — Элвин Лусье (90) — американский композитор и звуковой художник[276]
- 2 декабря — Ричард Коул (75) — британский музыкальный менеджер, гастрольный менеджер группы Led Zeppelin[277]
- 3 декабря — Марьян Гаденко (66) — украинский композитор, поэт-песенник и певец[278]
- 5 декабря — Олег Эмиров (51) — российский композитор и аранжировщик, саунд-продюсер телекомпании «НТВ»[279]
- 7 декабря — Владимир Виноградов (79) — советский и российский звукорежиссёр[280]
- 8 декабря — Барри Харрис (91) — американский джазовый пианист и музыкальный педагог[281]
- 9 декабря — Slim 400 (33) — американский рэпер[282]
- 11 декабря
  - Галина Самсова (84) — советская, канадская и британская балерина[283]
  - Михаил Финберг (74) — советский и белорусский дирижёр[284]
- 12 декабря — Висенте Фернандес (81) — мексиканский певец[285]
- 14 декабря — Тадеуш Росс (83) — польский актёр, сатирик, певец, автор песен, сценарист и политик[286]
- 15 декабря — Франсиско Крёпфль (90) — аргентинский композитор[287]
- 16 декабря — Терри Аттли (70) — британский музыкант, бас-гитарист и вокалист группы Smokie[288]
- 17 декабря — Висенте Фелью (74) — кубинский гитарист, певец и автор песен[289]
- 18 декабря — Саяка Канда (35) — японская актриса, певица и сэйю[290]
- 19 декабря
  - Карлос Марин (53) — испанский оперный и эстрадный певец (баритон), солист группы Il Divo[291]
  - Drakeo the Ruler (28) — американский рэпер и автор песен[292]
- 21 декабря — Пётр Синявский (78) — советский и российский детский писатель, поэт и композитор[293]
- 29 декабря — Лидия Захаренко (83) — советская и российская оперная певица (сопрано)[294]
- 31 декабря — Иван Мозговенко (97) ― советский и российский кларнетист и музыкальный педагог[295]